# Gimnasia rítmica
La gimnasia rítmica es una modalidad de la gimnasia y una disciplina deportiva practicada principalmente por mujeres, aunque actualmente también es practicada por hombres, esta disciplina combina elementos de ballet, gimnasia y danza, así como el uso de diversos aparatos como la cuerda, el aro, la pelota, las mazas y la cinta. Los ejercicios se realizan sobre un tapiz con música.
En este deporte, se realizan tanto competiciones como exhibiciones en las que la gimnasta se acompaña de música para mantener un ritmo en sus movimientos, realizando un montaje con o sin aparato. La gimnasia rítmica desarrolla la armonía, la elasticidad, la gracia y la belleza mediante movimientos creativos, traducidos en expresiones personales a través de la combinación musical, teatral y técnica, que transmite, principalmente, satisfacción estética a los espectadores. Practicada principalmente por mujeres, en los últimos años está aumentando el número de practicantes masculinos. Las pruebas se realizan sobre un tapiz y la duración de los ejercicios es de aproximadamente 90 segundos en la modalidad individual y de 150 en la de conjuntos. Al igual que otras disciplinas de la gimnasia, tiene sus antecedentes en los estudios de Rousseau, transformándose con el paso de los años siempre ligada a la danza y la musicalidad, hasta llegar a la década de 1930, cuando en la Unión Soviética comienza a practicarse como deporte y empiezan en Alemania a introducirse los aparatos que hoy conocemos.
Está regida por la Federación Internacional de Gimnasia (FIG), quien elabora el Código de Puntuación y regula todos los aspectos de la competición internacional de élite. Las competiciones más destacadas son los Juegos Olímpicos, el Campeonato Mundial de Gimnasia Rítmica, el Campeonato Europeo de Gimnasia Rítmica y la Copa del Mundo de Gimnasia Rítmica.

## Historia de la gimnasia rítmica

### Antecedentes

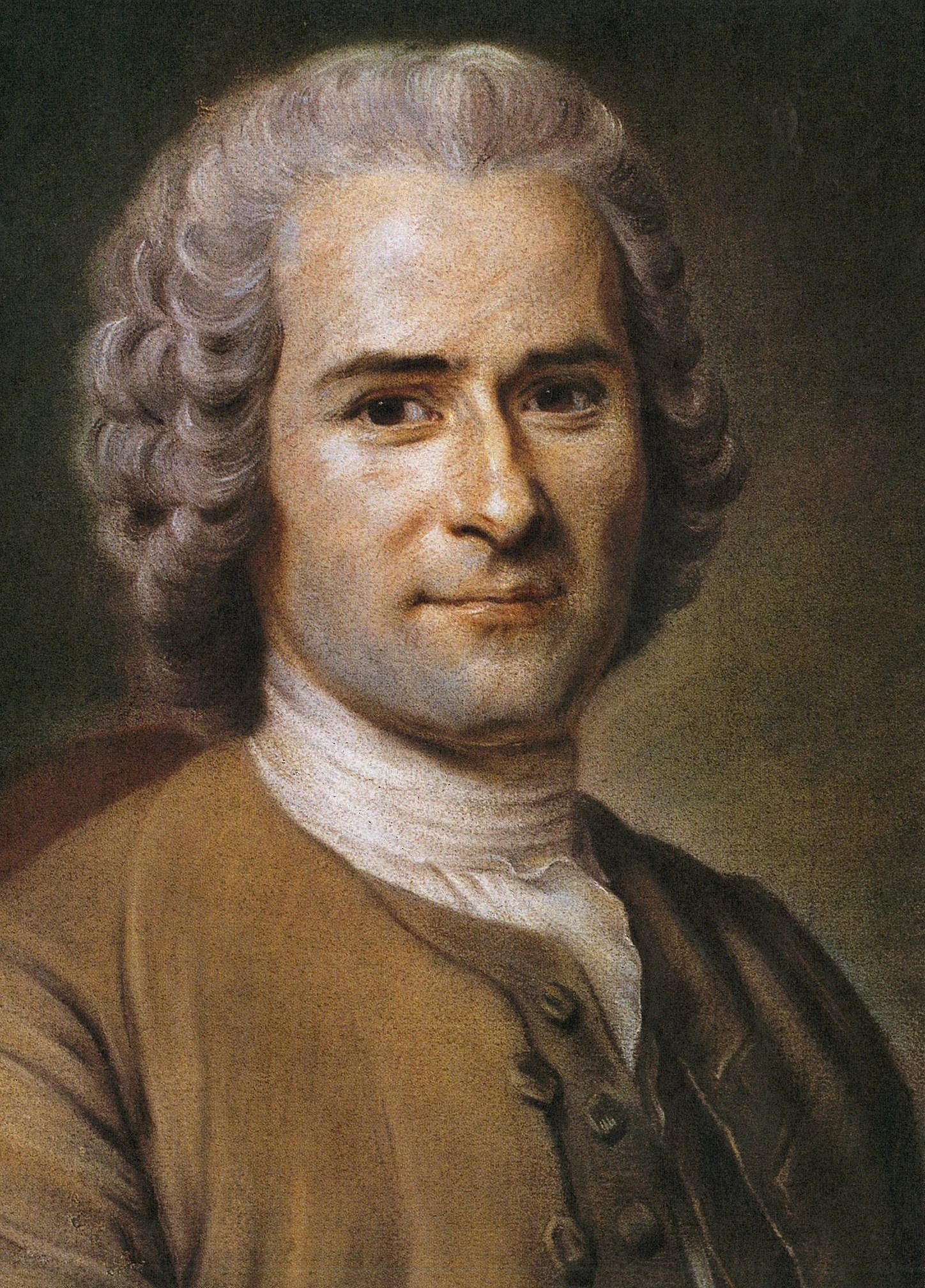
Rousseau estableció los primeros principios de la gimnasia deportiva.

La gimnasia rítmica tiene sus orígenes históricos en los movimientos y sistemas gimnásticos que surgieron en el siglo XVIII en toda Europa Occidental. La procedencia ideológica de la rítmica se halla en la gimnasia con base en el ritmo, en el ballet y en la llamada gimnasia natural. Si en el ballet hay que destacar las aportaciones de Jean-Georges Noverre, con respecto a la gimnasia natural hay que decir que toma su punto de partida en las teorías de Jean-Jacques Rousseau (1712-1778) respecto al desarrollo global del niño, que incluían los aspectos corporales, hasta entonces no considerados en las teorías sobre educación.
El pedagogo alemán Johann Bernhard Basedow (1723-1790) plasmaría las ideas de Rousseau en la realidad, convirtiendo los ejercicios físicos en parte esencial de una educación armónica e integral. Hacia finales del siglo XVIII, continuarían las ideas naturalistas de Rousseau pedagogos como Christian Gotthilf Salzmann, Johann Heinrich Pestalozzi o Guts Muths. Este último, considerado el padre de la gimnasia pedagógica, escribió los primeros escritos en profundidad sobre la finalidad de la gimnasia, indicando que los ejercicios realizados de tiene en el ballet una de sus bases.]]
El médico sueco Pehr Henrik Ling, iniciador del llamado Movimiento del Norte, desarrolló aún más las ideas de Rousseau, creando la llamada gimnasia sueca hacia 1814. Se trataban de unos ejercicios de carácter rígido con poco espacio para la creatividad y la expresión artística, pero que aportaron unos principios primordiales y pedagógicos a la actividad física, ausentes en aquellos años. A él se debe la clasificación de los ejercicios en pedagógicos, militares, terapéuticos y estéticos, aunque Ling no cultivó estos últimos por considerar que debían ser desarrollados por otros educadores. En la gimnasia estética promovida por Ling, los estudiantes expresan sus sentimientos y emociones a través del movimiento corporal. Esta idea fue extendida por Catharine Beecher, quien fundó el Western Female Institute en Ohio (Estados Unidos) en 1837. En el programa de gimnasia de Beecher, llamado grace without dancing, las chicas jóvenes se ejercitaban al ritmo de la música, pasando de una calistenia simple a actividades más intensas. Hacia 1864, el profesor estadounidense Diocletian Lewis (Dio Lewis) va más allá de Beecher, incluyendo en sus clases para chicas ejercicios de coordinación mano-ojo y la utilización de aros de madera, pesas ligeras, y mazas indias.
A mediados del siglo XIX, con el músico y profesor francés François Delsarte, empiezan a darse componentes más estrechamente relacionados con la gimnasia rítmica subsiguiente, al ser el primero en poner en marcha sus ideas con respecto a la expresión de sentimientos a través de los movimientos del cuerpo. Más que un método de gimnasia, intentaba ayudar a los actores a encontrar posturas naturales y gestos más expresivos. Esta nueva manera de entender el movimiento fue llevada a Estados Unidos por Genevieve Stebbins, quien abrió una escuela de expresión en Nueva York y publicó en 1885 el libro El sistema Delsarte de expresión, lo que popularizó el método. A partir de las ideas de Delsarte y los ejercicios de Ling, Stebbins creó un método personal en el cual el cuerpo debía ser un instrumento capaz de expresarse de manera artística. Aunque su ideología no fue capaz de arraigarse en la mentalidad americana, el trabajo de sus alumnas sí influyó de forma relevante en Europa en el desarrollo de la gimnasia y danza femenina moderna. El trabajo de Delsarte está considerado el principal inspirador del Movimiento del Centro, corriente en la que se enmarcó el proceso de creación de la gimnasia moderna .

### Movimiento del Centro: hacia lagimnasia moderna

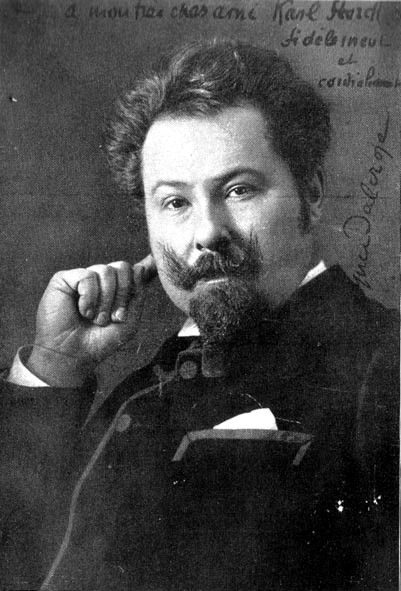
Émile Jaques-Dalcroze, creador de la rítmica.

De todas las corrientes desarrolladas paralelamente al movimiento lingiano del norte de Europa (Movimiento del Norte), el llamado Movimiento del Centro, desarrollado en Alemania, Austria y Suiza, fue el que tuvo mayor relevancia sobre la gimnasia rítmica. Nacido a finales del siglo XIX, se desarrolló en el siglo XX. Considerado una manifestación artístico-rítmico-pedagógica, estuvo influido por las teorías naturales y globalistas de Rousseau y las ideas de Delsarte con respecto a la expresión, además de por la propia gimnasia sueca de Ling. Este movimiento impulsó la rítmica de Dalcroze y, posteriormente, la gimnasia moderna de Bode.
A partir de la década de 1890, el educador y músico suizo Émile Jaques-Dalcroze desarrolló un método de educación musical que bautizó como rhythmique (rítmica), donde la práctica de ejercicios rítmicos era un medio para desarrollar la sensibilidad musical a través de los movimientos del cuerpo. También desarrolló estudios de los cuales obtuvo como resultado la relación armónica de los movimientos con el equilibrio y los estados del sistema nervioso central, lo que generó una gran influencia en la formación de escuelas de danza y en la educación física, ya que ganó un nuevo aspecto y una nueva rama. Algunos de los profesores que formó serían posteriormente los iniciadores de la gimnasia rítmica.
Al mismo tiempo que Dalcroze, una bailarina estadounidense, Isadora Duncan, también realizó aportaciones al proceso de creación de la rítmica. Considerada una revolucionaria de la danza y una impulsora de la danza libre, mantenía que la gimnasia era la base de toda educación física y desarrolló ejercicios de gimnasia basados en la naturalidad, donde los giros, saltos y ondulaciones del cuerpo eran parte fundamental. Sus teorías fueron la raíz del expresionismo alemán en el campo de la danza, del que el coreógrafo húngaro Rudolf Laban es uno de los mayores exponentes mediante el desarrollo por ejemplo de la danza expresiva. Laban desarrolló técnicas novedosas de baile alejadas del ballet clásico, intentando buscar movimientos emocionalmente más expresivos, llegando incluso en ocasiones a prescindir del acompañamiento musical, ya que en su opinión el movimiento era el fundamento de la danza. La bailarina alemana Mary Wigman, discípula de Laban, fue la otra gran exponente de la danza expresionista, adaptando muchas técnicas de Isadora Duncan, como el uso de la gimnasia y la acrobacia.

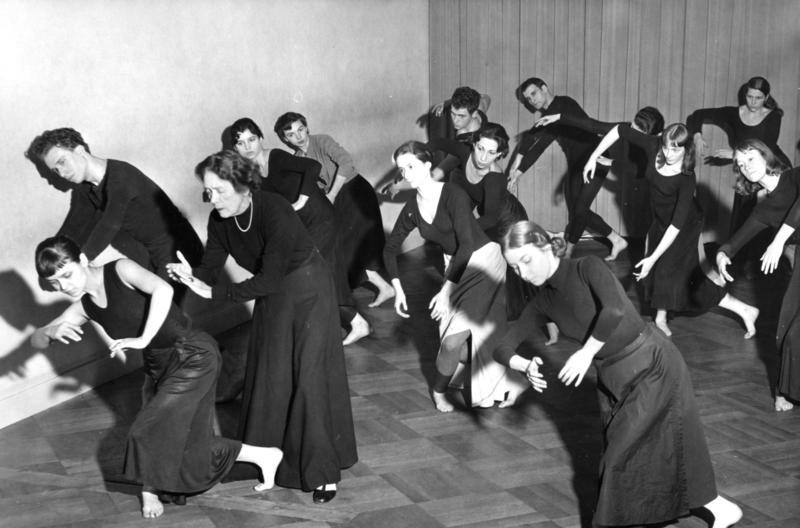
Mary Wigman (tercera a la izqda.) durante una coreografía de danza expresionista, la cual influyó en el trabajo de Rudolf Bode, el creador de la gimnasia moderna (gimnasia rítmica).

Es con Rudolf Bode, profesor de música alemán que fue alumno de Dalcroze, cuando surge definitivamente la gimnasia moderna. Inició su trabajo en el Instituto Dameros, donde también estudiaron Heinrich Medau o Mary Wigman. A partir de diversas influencias como Pestalozzi, Noverre, Delsarte, Dalcroze (rítmica), Duncan (danza natural), o Laban y Wigman (danza expresionista), Rudolf Bode crea la gimnasia moderna (llamada inicialmente gimnasia expresiva), la primeriza gimnasia rítmica. En 1911 Bode funda su escuela en Múnich y en 1922 se publica su libro Gimnasia expresiva y se crea la Liga Bode, una especie de asociación para difundir esta nueva modalidad. Bode puede considerarse por tanto el padre de la gimnasia rítmica. Sus ideas se extendieron rápidamente por toda Europa, principalmente en Alemania, donde rompieron con un siglo de cierto inmovilismo en este aspecto, al seguir imperando en este país la gimnasia nacionalista de Friedrich Jahn (la primeriza gimnasia artística). La gimnasia moderna de Bode se diseñó ya desde un principio exclusivamente para la mujer. Como aparatos, Bode introduciría el bastón, pelotas, balones medicinales, el pandero o el tamborín.
El gran sucesor de Bode en el desarrollo de la gimnasia moderna fue el también alemán Heinrich Medau, quien en 1929 creó en Berlín el Movement College. Su aportación más importante a los sistemas de gimnasia fue la creación de un método enfocado directamente en mujeres adultas y jóvenes, en el cual se beneficiaba la salud, se desarrollaba una actitud correcta y se exaltaba la armonía del movimiento manejando todo el cuerpo. Respecto a los aparatos, emplea los mismos que Bode (con un mayor uso de la pelota) e introduce el aro y las mazas, los cuales sobreviven en la actualidad. Para Medau los aparatos facilitaban el dominio del movimiento, dirigían la atención de la alumna hacia el ejercicio que estaba ejecutando, alejaban inhibiciones psíquicas, conseguían subyugar la timidez y se lograba una ejecución más rítmica y fluida empleando el cuerpo en su totalidad. Medau también resaltaba la importancia de la postura correcta y la respiración en la confección de movimientos. Las ideas de Medau en relación con los principios técnicos y metodológicos, tienen una línea similar a las de Bode, aunque aporta las suyas propias que las completan o las sustituyen, sobre todo respecto a la improvisación musical, los movimientos de oscilación y ondulantes, y el uso de golpes rítmicos y palmadas. Sus teorías y sistemas de movimiento se dieron a conocer en los Juegos Olímpicos de Berlín 1936.
Fuera de Alemania, también conviene destacar en el proceso de creación de la gimnasia rítmica a la gimnasia neosueca, integrada en el Movimiento del Norte, en la cual destacan Elli Björksten (finlandesa), Elin Falk y Maja Carlquist (suecas). Surge como una forma de hacer evolucionar al sistema lingiano (gimnasia sueca), contribuyendo con nuevos componentes para eliminar su rigidez. Aportaron la utilización de la música y dieron una mayor importancia al aspecto estético de los ejercicios y a la naturalidad del movimiento, además de emplear un concepto de disciplina más flexible y adaptable. Al igual que Medau, utilizaron los golpes rítmicos y palmadas como recursos técnicos e introdujeron los ballesteos, balanceos y titubeos en la ejecución de los ejercicios. A ellas se debe en parte el trabajo de manos libres y aparatos principalmente en la modalidad de conjuntos. Son relevantes las demostraciones del equipo de niñas de Maja Carlquist en el marco de los Juegos Olímpicos de Berlín 1936 y el Congreso Mundial de Educación Física.

### Etapa de instauración de las primeras reglamentaciones (1934 - 1977)

#### Primeros acercamientos
La gimnasia moderna, siendo practicada por grupos de mujeres, ya se había desarrollado en los Juegos Olímpicos de Ámsterdam de 1928 (los primeros Juegos con competición femenina de gimnasia), en el Campeonato Mundial de Gimnasia de 1934 (primer Mundial de Gimnasia con participación femenina), el Campeonato Mundial de Gimnasia de 1950, los Juegos Olímpicos de Helsinki 1952, la primera edición de la Gymnaestrada en Róterdam (1953), o los Juegos Olímpicos de Melbourne 1956, sin embargo, se desarrollaba como una competición más dentro de la gimnasia clásica por aparatos (gimnasia artística actual), ya que además de las pruebas correspondientes, se ejecutaba una prueba de ejercicios combinados de grupo donde se usaban aparatos portables como pelota, mazas, aro, etc. Es destacable en esta competición el trabajo con pelotas del equipo sueco en los Juegos Olímpicos de Helsinki 1952, que le alejó del resto de participantes por la utilización de movimientos armoniosos en los que actuaba todo el cuerpo y le ayudó a colgarse la medalla de oro en los ejercicios combinados de grupo. Esta prueba desapareció del programa olímpico en 1960.
La primera vez que la gimnasia rítmica apareció como deporte de competición fue en la Unión Soviética en los años 40. Ya en 1934, el centro «Estudio del movimiento plástico» había comenzado la preparación de profesores de Educación Física altamente cualificados en los Institutos Superiores de Cultura Física de Moscú y Leningrado (actual San Petersburgo). Estos, desde sus respectivas cátedras universitarias de «Movimiento Artístico», sentaron las bases para el desarrollo de la gimnasia rítmica. En 1945 el Comité Nacional para los asuntos de Cultura Física y el Deporte, adscrito al Consejo de Ministros, realizó una conferencia donde dio a conocer la decisión de desarrollar en la Unión Soviética una gimnasia femenina con orientación deportiva que recibió entonces el nombre de gimnasia artística (no confundir con la actual gimnasia artística), la gimnasia rítmica. Algo después, el 22 de octubre de 1946, se reconoció oficialmente esta nueva modalidad deportiva en el país. Este desarrollo como deporte se materializó en los primeros campeonatos de exhibición organizados en Tallin (1947) y en Tbilisi (1948), hasta que en 1949 se celebró el 1.er Campeonato Nacional. Puede considerarse por tanto a este país la cuna de la gimnasia rítmica actual, al ser el primero en organizar tanto competiciones como exhibiciones.

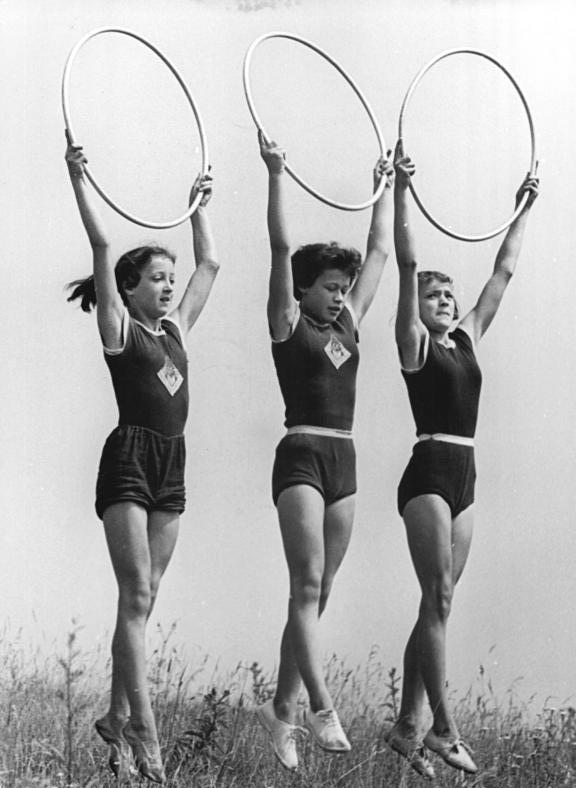
Gimnastas alemanas durante una rutina de aro en 1957.

Conviene destacar de esta época al soviético Shisch Kareva, que escribió un libro precursor en este nuevo deporte en el que desarrollaba los aparatos y principios fundamentales del mismo. Esta obra influyó de forma fundamental sobre la gimnasia rítmica en Bulgaria, donde surgió a partir de 1951 una corriente propia, la escuela búlgara, que a su vez contribuyó al enriquecimiento de la gimnasia rítmica posterior. Ya entonces empezaron a dibujarse las líneas diferenciadoras de las dos escuelas de rítmica principales. Por un lado, la escuela rusa fundamentaba a la gimnasia rítmica en la danza clásica y en la técnica corporal de base, y se dotaba a los movimientos de expresividad, armonía, elegancia y amplitud en el espacio, pero inicialmente no había una gran presencia de riesgo en los ejercicios. La escuela búlgara por su parte, si bien tomaba como punto de partida a la rusa, se perfiló debido a la necesidad de contribuir con nuevas ideas a la escasa información con la que contaban, ya que entonces (década de 1950), no había torneos o encuentros a nivel internacional que ayudaran a una puesta en común clara sobre el desarrollo que debía seguir este deporte. En los campeonatos nacionales de Bulgaria se valoraba principalmente la originalidad y el riesgo. A partir de ahí comenzó a desarrollarse un estilo caracterizado por una gran diversidad de elementos y un mayor dinamismo, además de por un alto grado de la idiosincrasia personal de las gimnastas, sin dejar de lado la corrección técnica. En 1961 se celebró en Bulgaria la primera confluencia entre los equipos de la Unión Soviética, Checoslovaquia y Bulgaria. En el encuentro se pudo apreciar a ambos estilos como claramente distintos y los resultados dejaron empatadas a gimnastas búlgaras y soviéticas en las primeras posiciones. Las escuelas rusa y búlgara de gimnasia rítmica se mantienen aún en la actualidad como estilos diferenciados y siguiendo una línea similar en muchos aspectos a la de sus inicios.
En junio de 1962, la Federación Internacional de Gimnasia (FIG) reconoció la gimnasia rítmica (bajo el nombre de gimnasia moderna) como un deporte independiente en su 41.er Congreso en Praga.

#### Primeras competiciones internacionales oficiales

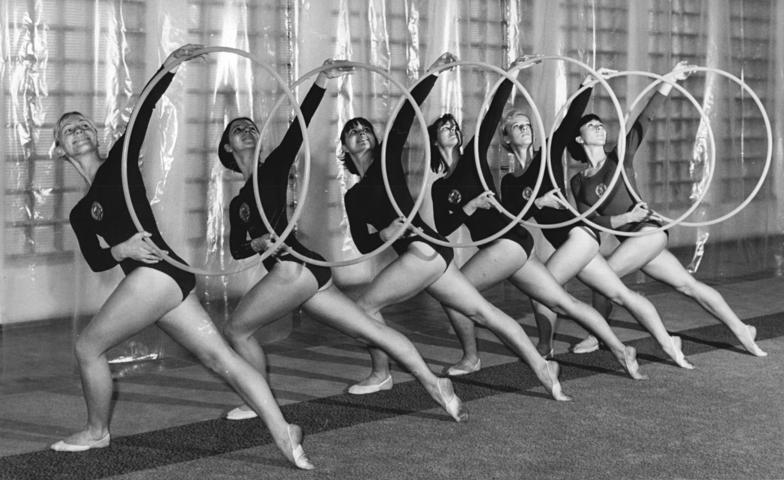
El conjunto alemán poco antes del Campeonato Mundial de 1967, el primero donde se aceptaron los conjuntos. Entonces eran integrados por seis gimnastas.

En diciembre de 1963 se celebró el primer Campeonato Mundial de Gimnasia Rítmica, entonces llamada aún gimnasia moderna, el Campeonato Mundial de Budapest. En el mismo se disputó un concurso individual con un ejercicio de suelo y dos de aparato. Al no haberse fijado unas directrices comunes, se pudo apreciar una gran gama de técnicas y estilos. La primera campeona fue la soviética Ludmila Savinkova, seguida de su compatriota Tatiana Kravtchenko y la búlgara Julia Traslieva. La FIG decidió a partir de entonces celebrar un Mundial cada dos años. En 1965 tuvo lugar el Campeonato Mundial de Praga. Tres meses antes de su celebración y con la pretensión de unificar criterios a nivel mundial, se realizó en la misma ciudad un curso internacional para jueces. Este hecho contribuyó de forma decisiva a las bases de la disciplina en la actualidad, acordándose que la gimnasia rítmica no es ningún tipo de danza ni puede considerarse como parte de la gimnasia artística, ya que posee un estilo propio al basarse en movimientos naturales del cuerpo y en la expresión personal de la gimnasta. En esta cita se compitió con un ejercicio obligatorio de manos libres (para ayudar a perfilar la orientación de la gimnasia rítmica) y tres ejercicios libres con cuerdas, pelota y manos libres. Se otorgaron por primera vez notas divididas en dos apartados (composición y ejecución). En Praga se elevó a la entonces Checoslovaquia como potencia mundial, al obtener en la general el oro y el bronce con Hana Micechová y Hana Machatová respectivamente, dejando a la soviética Tatiana Kravtchenko, con la medalla de plata.

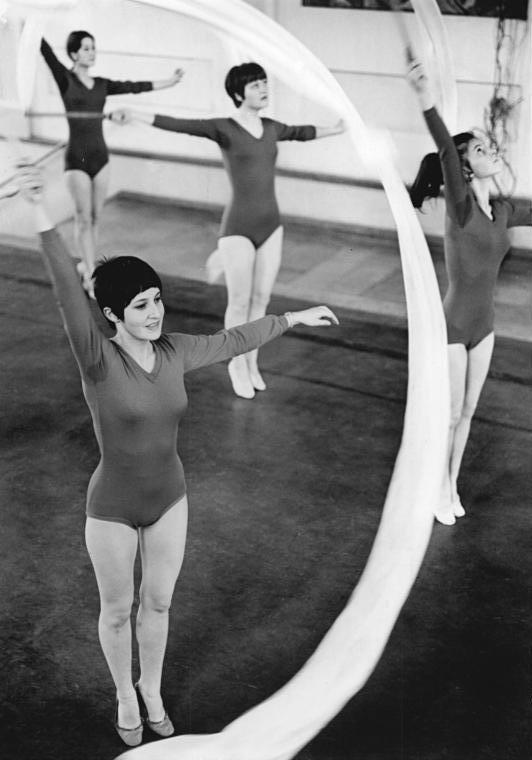
Gimnastas alemanas en 1970. Antes de aparecer la cinta se usaban dos banderas. Más tarde fueron reemplazadas por un banderín.

En 1967, se organizó el Campeonato Mundial de Copenhague, la tercera edición mundialista, que contó por primera vez con la incorporación de una competición de conjuntos. El triunfo en esta nueva modalidad fue para el conjunto soviético, que tenía entre sus filas a Ludmila Savinkova, convirtiéndose así en la única gimnasta en ser campeona del mundo del concurso general como individual y en conjuntos. A raíz de este campeonato, la FIG creó una comisión especial dentro del Comité Técnico Femenino que, desde 1968 y hasta 1972, se encargó de desarrollar la reglamentación de las competiciones, las normas para juzgar los ejercicios, las dificultades y técnicas específicas para los ejercicios de pelota, aro y cuerda, o las penalizaciones. En 1969 se celebró el Campeonato Mundial de Varna, el último Mundial que contó con competición de manos libres. Bulgaria obtuvo el oro y la plata en individual con las figuras María Gigova y Nechka Robeva y el oro en conjunto, iniciando entonces una reñida competencia con la Unión Soviética que se mantendría en los campeonatos futuros. Tras este campeonato, se acordaron unas reglas para juzgar los ejercicios y una lista de dificultades que tuvo como resultado, en 1970, el primer Código de Puntuación de gimnasia rítmica. En 1971, tuvo lugar el Campeonato Mundial de La Habana, el primero celebrado fuera de Europa y el primero en el que apareció la cinta como ejercicio obligatorio. También se presentaron otros ejercicios libres de pelota, aro y cuerda. Bulgaria continuó con su hegemonía al ser oro en las dos modalidades por delante de la URSS. En 1972, una nueva comisión dentro de la FIG, distinta a la que hasta ahora había funcionado y con mayor autonomía, cambió el nombre del deporte, pasando de llamarse gimnasia moderna a ser denominado gimnasia rítmica moderna. Ese mismo año la FIG solicitó al COI que la gimnasia rítmica fuese considerada disciplina olímpica, pero esta petición fue rechazada.

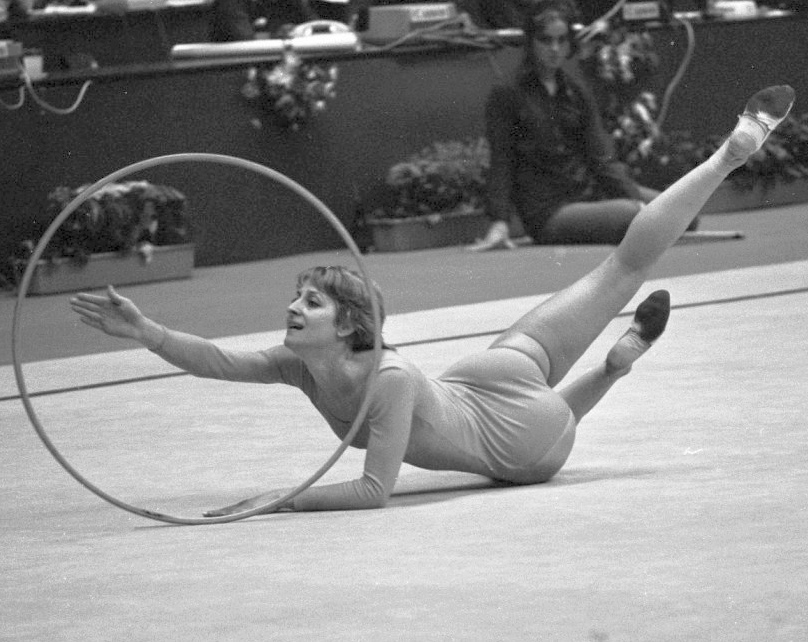
La búlgara María Gigova, tricampeona del mundo en el concurso general (1969, 1971 y 1973), en el Campeonato Mundial de 1973.

En 1973 se organizó el Campeonato Mundial de Róterdam. En él se incluyen por primera vez las mazas como ejercicio obligatorio, ejecutándose también los tres ejercicios libres con pelota, aro y cinta. En conjuntos, los ejercicios fueron de cuerda. Bulgaria repitió el éxito en la modalidad individual con su gimnasta estrella María Gigova, quien se convirtió en este campeonato en la primera gimnasta en ser campeona del mundo en el concurso general en tres ocasiones (después igualarían su récord María Petrova, Yevgéniya Kanáyeva y Yana Kudryavtseva, y sería posteriormente superado por Dina Averina). En 1975, la comisión de la FIG encargada de la constitución de la gimnasia rítmica moderna pasó a ser un Comité Técnico autónomo. Este nuevo Comité cambió nuevamente el nombre de la disciplina por el de gimnasia rítmica deportiva (G.R.D.). Ese mismo año se celebró el Campeonato Mundial de Madrid, en el que hubo boicot de algunos países del Este. En este campeonato desapareció el ejercicio obligatorio, ya que este tenía como finalidad marcar un estilo claro y definido para la gimnasia rítmica, lo que se consideraba que ya se había conseguido. La competición se desarrolló con cuatro ejercicios individuales libres de aro, pelota, mazas y cinta y un ejercicio de conjuntos con 3 pelotas y 3 cuerdas.

### Etapa de expansión (1978 - 1983)
Para esta época, la gimnasia rítmica ya había adquirido unas bases mucho más sólidas a nivel de reglamento, técnica y organización, lo que permitió el desarrollo de los posteriores campeonatos con un carácter mucho más estable.

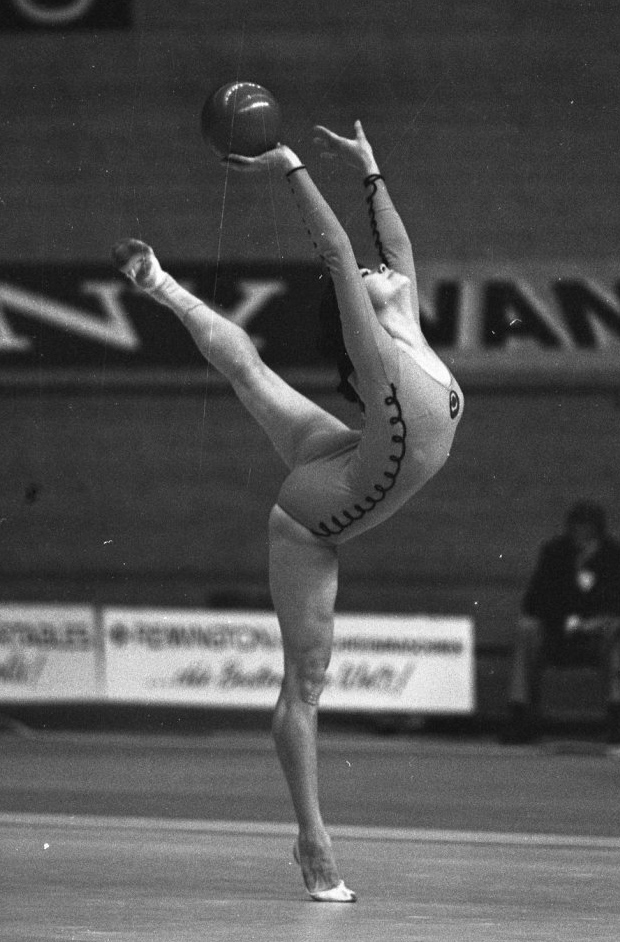
La soviética Galima Shugurova, campeona del mundo (1973) y primera campeona de Europa (1978).

El 16 de marzo de 1978, parte del equipo búlgaro de gimnasia rítmica perdió la vida en un accidente aéreo ocurrido durante un vuelo de Sofía a Polonia. En la tragedia fallecieron entre otras, Julieta Shismanova (máxima representante de la Federación Búlgara y entrenadora de gimnastas como María Gigova y Nechka Robeva), la entrenadora Rumiana Stefanova y las gimnastas Albena Petrova y Valentina Kirilova. Ese mismo año se celebró el primer Campeonato Europeo de Gimnasia Rítmica en Madrid, donde en el concurso general las soviéticas Galima Shugurova y Irina Deriugina se colgaron el oro y la plata, y el bronce fue a la española Susana Mendizábal.
En la década de 1980 se observó un incremento en el número de participantes tanto en competiciones nacionales como internacionales, así como en el número de países participantes de las mismas. Además, se publicó un compendio de normas técnicas y organizativas referentes a los campeonatos realizados por la FIG. En 1980 se aprobó la existencia de tres gimnastas individuales por país en los Campeonatos de Europa, decisión que se aplicó a partir de 1982, lo que hizo que la competición se prolongase un día más. También en esta época se innovó sustancialmente en la estructura del Código de Puntuación, pasando a tomar la forma de clasificador, lo cual permitió posteriormente poder realizar cambios parciales del mismo sin modificar el resto. Además se debatió entonces la creación de la Copa del Mundo.
En 1981 el COI aprobó finalmente que la gimnasia rítmica formase parte del programa de los Juegos Olímpicos a partir de Los Ángeles 1984, aunque únicamente en su modalidad individual. En 1982 se inició un nuevo sistema en la rotación de aparatos para las competiciones de la FIG, comenzando un nuevo ciclo de dos años a partir de 1983 que podría repetirse regularmente. En 1983 tuvo lugar la primera Copa del Mundo de Gimnasia Rítmica, disputada en Belgrado, a la que accederían únicamente las 20 mejores gimnastas clasificadas en el Campeonato Mundial anterior a la celebración de la misma. Cabe resaltar también el dominio que Bulgaria tuvo en casi todos los campeonatos oficiales en la década de los 80, en especial en los Mundiales y Europeos, donde se llevó la gran mayoría de oros disponibles siendo representada por figuras como Iliana Raeva, Anelia Ralenkova, Lilia Ignatova, Bianka Panova, Adriana Dunavska, Diliana Gueorguieva o Elizabet Koleva. Esta generación fue conocida como las Chicas de Oro de Bulgaria.

### Etapa de consolidación (1984 - actualidad)

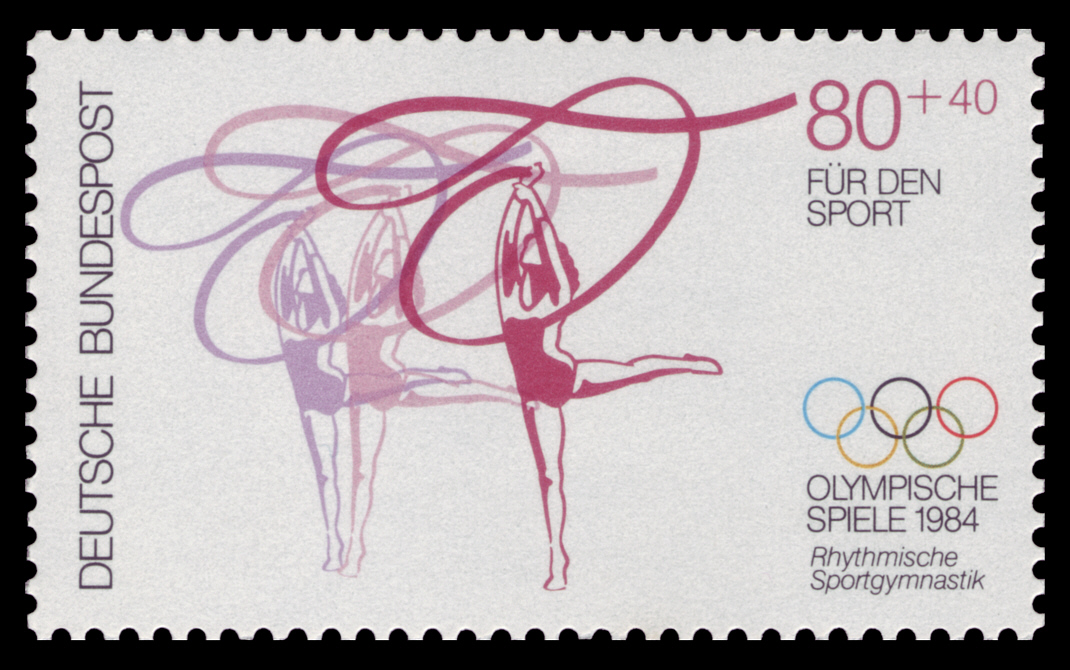
Sello postal conmemorando el ingreso de la gimnasia rítmica en el calendario olímpico en 1984.

En Los Ángeles 1984 la gimnasia rítmica pasó a ser disciplina olímpica, aunque solo en modalidad individual. Debido a la Guerra Fría, el bloque comunista, liderado por la Unión Soviética, boicoteó los Juegos Olímpicos al celebrarse en Estados Unidos. La primera campeona olímpica fue la canadiense Lori Fung, siendo esta la única vez en la que una gimnasta rítmica de América ha logrado un título internacional. Le precedió la rumana Doina Stăiculescu y Regina Weber de Alemania Occidental.
Tras la celebración del Campeonato Mundial de Valladolid en 1985, el Comité Técnico de la FIG transmitió a la recién creada Unión Europea de Gimnasia (UEG) la competencia del Campeonato de Europa y a la Unión Americana de Gimnasia la del Campeonato de los Cuatro Continentes. Durante 1986, el Comité Técnico reexaminó detalladamente el nuevo Código de Puntuación, modificando algunos aspectos y experimentando con nuevas formas de calcular las notas media y final a partir de las puntuaciones otorgadas entre 1986 y 1987. Los resultados sirvieron para configurar el próximo Código, que debió esperar hasta 1988 al determinar la normativa olímpica que no se pueden cambiar los reglamentos deportivos durante los dos años precedentes a los Juegos. También este año se produjo una modificación importante en los ejercicios de conjuntos, al acordarse la ejecución en días distintos de dos ejercicios, en lugar de uno. Una composición se realizaría a partir de este momento con seis aparatos iguales (siendo este aparato el que no aparecería en el concurso individual), mientras que la otra se realizaría con dos aparatos distintos (ejercicio mixto). Este cambio fue efectivo desde el Campeonato Mundial de 1987.

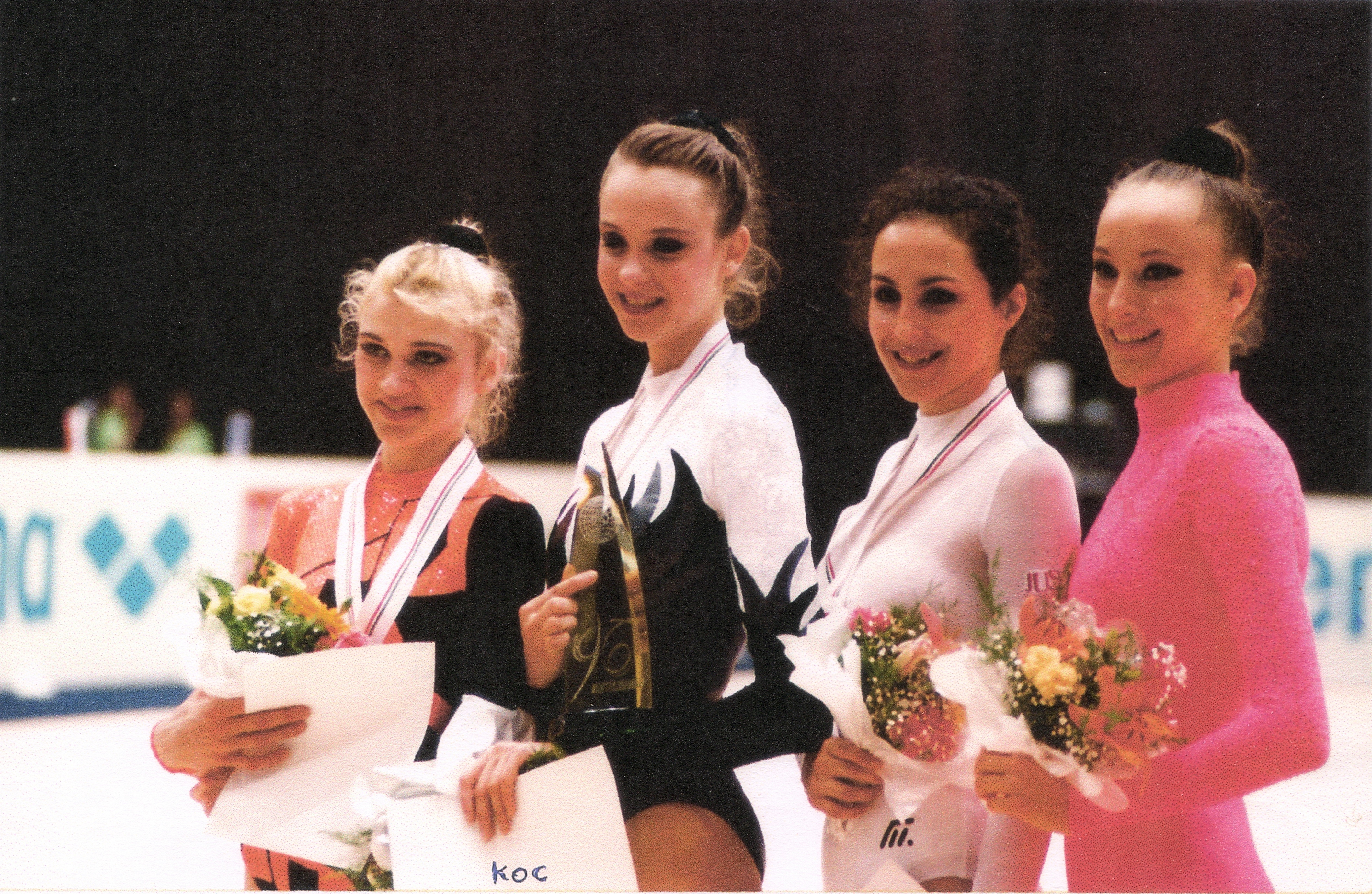
Larissa Loukianenko, Ekaterina Serebrianskaya, Maria Petrova y Amina Zaripova en el podio del Mundial de Budapest (1996).

Los medios de comunicación aumentaron en esta época su interés por la retransmisión de las pruebas, lo cual tuvo una repercusión favorable en la economía de las diferentes instituciones destinadas a la gimnasia rítmica en el mundo. En 1991 el conjunto español de gimnasia rítmica se proclamó campeón del mundo en el concurso general, siendo la primera vez, sin contar el boicot del Mundial de 1975, que un país no perteneciente al entonces llamado Bloque del Este lograba un título mundial.
En 1993 hubo una importante renovación del Código de Puntuación. La admisión de la prueba de conjuntos en el programa olímpico fue aceptada por el COI en abril de ese año. Yuri Titov, presidente de la FIG, consiguió esta inclusión a pesar de que el COI era reacio a la incorporación de nuevas disciplinas y favorable a la reducción del número de participantes en los Juegos. Esto provocó algunos cambios organizativos, entre ellos el de disminuir para los Juegos de Atlanta 1996 el número de jueces y gimnastas individuales, así como la duración de la competición. También, a partir de 1995, los ejercicios de conjuntos pasaron de ser realizados por seis gimnastas y una reserva a cinco gimnastas y una reserva.

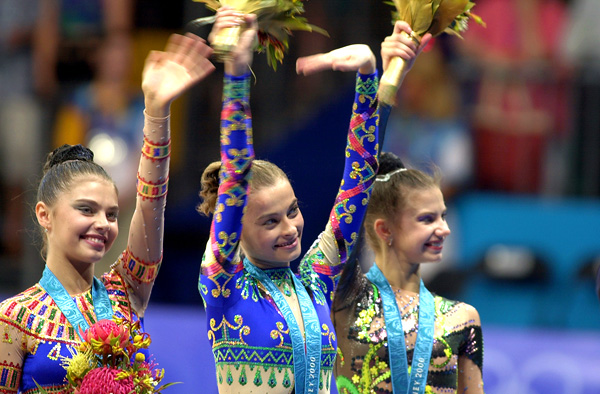
Alina Kabáyeva (bronce), Yulia Barsukova (oro) y Yulia Raskina (plata), en el podio de los Juegos Olímpicos de Sídney 2000.

En 1996 la modalidad de conjuntos debutó finalmente en el calendario olímpico en los Juegos Olímpicos de Atlanta. El primer título olímpico en esta modalidad lo obtuvo el conjunto de España, seguido por Bulgaria (plata) y Rusia (bronce). El conjunto español, integrado por Marta Baldó, Nuria Cabanillas, Estela Giménez, Lorena Guréndez, Tania Lamarca y Estíbaliz Martínez, recibió el seudónimo de las Niñas de Oro. En 1998 la FIG decidió finalmente cambiar el nombre del deporte de gimnasia rítmica deportiva al actual término, gimnasia rítmica.
En la actualidad la Federación Internacional de Gimnasia solo reconoce la modalidad femenina. La categoría masculina se desarrolló en Japón hacia los años 70, celebrándose en ese país el primer Mundial de gimnasia rítmica masculina en 2003 con la presencia de cinco países: Japón, Canadá, Corea del Sur, Malasia y Estados Unidos. Para la edición de 2005 se añadieron Australia y Rusia. En Europa algunas federaciones como la española han aprobado también dicha modalidad, celebrándose el primer Campeonato de España en 2009, aunque con unas reglas similares a la gimnasia rítmica femenina, a diferencia de la practicada en Asia.

## El gimnasta

### Características y preparación
La carrera deportiva de los gimnasta rítmica suele tener una longevidad corta en comparación con otros deportes. Normalmente se empieza a practicar a edades tempranas, entrando en edad júnior el 1 de enero del año 13.º, y en edad sénior, y por tanto elegible para competir en los Juegos Olímpicos, en el 16.º año. El pico de forma suele estar en la adolescencia (15 - 19 años), aunque ya es más común verlo a partir de la veintena. Las españolas Almudena Cid y Carolina Rodríguez han disputado competiciones internacionales con 28 y 30 años respectivamente, siendo consideradas las gimnastas rítmicas de élite más longevas.

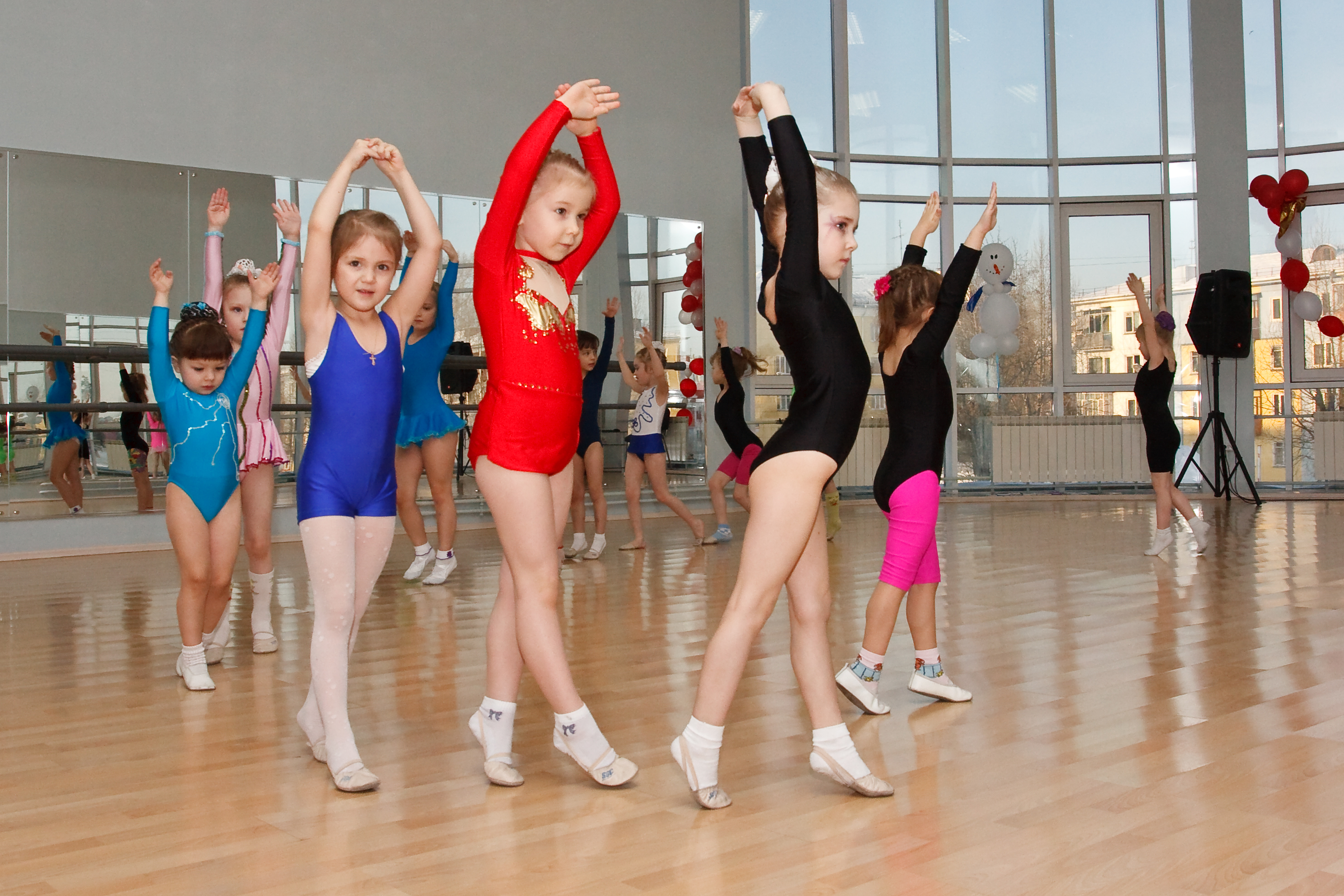
La gimnasia rítmica suele empezar a practicarse a edades tempranas.

El cuerpo de una gimnasta rítmica es por lo general más delgado y menos definido que el de una gimnasta artística, normalmente más bajas y robustas. Caracterizada por la alta exigencia de coordinación para la deportista, esta modalidad tiene en la simetría y bilateralidad principios fundamentales para una buena ejecución. Al igual que en la gimnasia artística, debido a su elevada dificultad técnica y a que el alto nivel se alcanza a una edad temprana, es importante iniciar el entrenamiento tan pronto como sea posible si se quiere llegar a la élite, siendo lo ideal que comience entre los 2 o 6 años, ya que las mujeres poseen un potencial de desarrollo que puede mantenerse en la etapa de madurez de las habilidades motrices básicas, es decir, entre los 15 y 20 años de edad. La práctica de gimnasia rítmica debe desarrollar habilidades como fuerza, potencia, flexibilidad, agilidad, destreza y resistencia, para alcanzar el grado técnico necesario para mostrar vigor, belleza y armonía en los movimientos del ejercicio. De modo general, la gimnasia rítmica tiene tres aspectos que deben trabajarse: movimiento corporal, manejo del aparato y el acompañamiento musical. Estos tres elementos forman la unidad que fundamenta la gimnasia rítmica.

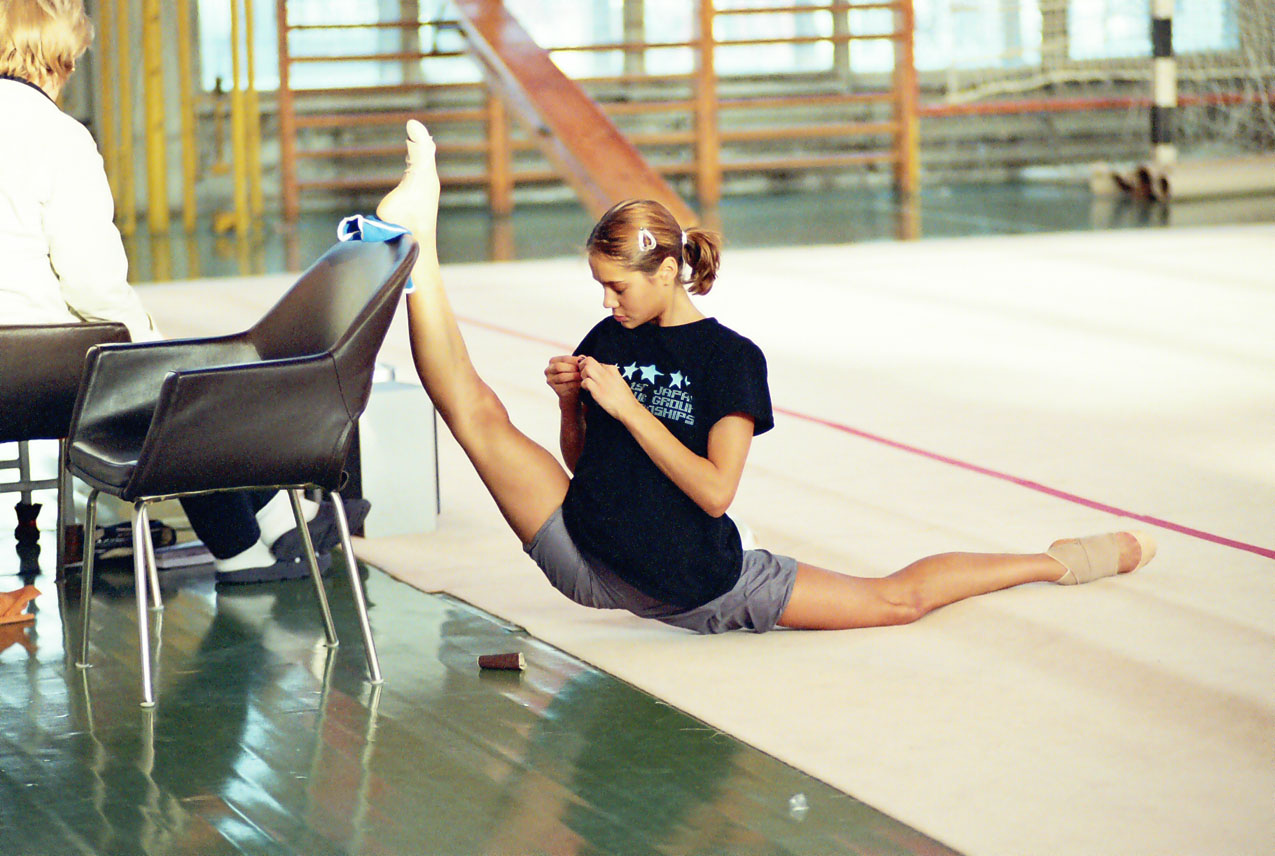
Irina Cháshchina realizando un spagat. La flexibilidad es una característica fundamental para una gimnasta.

Como preparación, la gimnasta tiene los ejercicios físicos iniciados en la edad escolar para mejorar sus aptitudes físicas y coordinación motora, así como fomentar su interacción social, más allá del placer y el estímulo proveniente de la práctica. La introducción de los aparatos debe hacerse gradualmente para que la niña se adapte a las características de cada uno. Esta preparación se realiza para el futuro, en el que la gimnasta tendrá una mejora de la condición física y disfrutará de experiencias surgidas de la convivencia en equipo, así como una mayor estructura psicológica al tener que enfrentarse a situaciones opuestas como la victoria y la derrota. El entrenamiento físico se puede convertir en perjudicial si está mal supervisado y se combina con una mala alimentación. Una buena educación alimentaria es esencial para el mantenimiento tanto del rendimiento físico como intelectual. Por eso se suele necesitar de un estudio sobre cada practicante con el fin de obtener unas necesidades de consumo de calorías personalizadas. Si se deben producir restricciones en la dieta, son aconsejadas por nutricionistas para que la gimnasta no dañe su salud. Diversos estudios han avalado que la práctica regular de la gimnasia rítmica facilita el desarrollo del esqueleto y previene las pérdidas de densidad mineral ósea asociadas a la edad.
En conclusión, para una práctica ideal de gimnasia rítmica, es necesaria una interacción entre gimnasta, entrenador y familia, con el fin de crear hábitos adecuados, tanto alimentarios y sociales como de seguridad, para el mantenimiento del bienestar físico y psicológico, el cual generará efectos positivos en el rendimiento intelectual y deportivo de las gimnastas.

### Movimientos

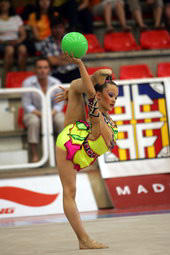
Ejemplo de attitude por Raquel Rodríguez.

Los llamados elementos corporales son la base de los ejercicios individuales y de conjuntos, pudiendo ser realizados en diferentes direcciones, planos, con o sin desplazamiento, en apoyo sobre uno o dos pies u otra parte, y coordinados con movimientos de todo el cuerpo. Debe de existir una armonía de los mismos tanto con el ritmo como con el carácter de la música, además de una relación entre los de cada gimnasta en presentaciones grupales, todo ello tenido en cuenta por los jueces. Entre los principales grupos de elementos corporales se encuentran:
- Saltos: Consiste en alcanzar una situación de vuelo. Para ser tenido en cuenta como dificultad debe poseer características como altura, fijación de la forma durante el vuelo, buena amplitud y estar coordinado con una maestría de aparato. Algunos tipos son la zancada (o grand jeté), la corza, el cosaco, el carpado, en círculo, el arqueado, el butterfly o el cabriole.
- Equilibrios: La gimnasta adopta una posición de equilibrio durante al menos dos segundos, normalmente parándose en una pierna y levantando la otra. Puede ser realizado sobre media punta (en relevé), pie plano o sobre diferentes partes del cuerpo, siempre manteniendo la fijación de la forma y coordinados con una maestría de aparato. Algunos ejemplos son el equilibrio horizontal, el passé, el grand écart, el penché, el arabesque, en círculo o el attitude.
- Giros: También llamados rotaciones, pueden realizarse en media punta, pie plano, u otra parte del cuerpo, siempre teniendo una forma fijada y amplia, y estar coordinados con una maestría de aparato. Por lo general, al menos debe de haber una rotación de 360°. Algunos muy comunes son sobre una pierna con la pierna libre por encima de la horizontal, con la pierna libre en horizontal, o con la pierna libre en passé, pudiendo los dos últimos formar los fouettés cuando se utiliza la fuerza de la pierna libre como impulso para girar.
- Flexibilidades y ondas: Pueden ser realizadas con apoyo de un pie, de dos o de cualquier otra parte del cuerpo, y se exige fijación de la forma y estar coordinadas con una maestría de aparato. En el Código de Puntuación 2013 - 2016 desaparecieron como grupo obligatorio de dificultad corporal.[12]

## Equipamientos

### Indumentaria

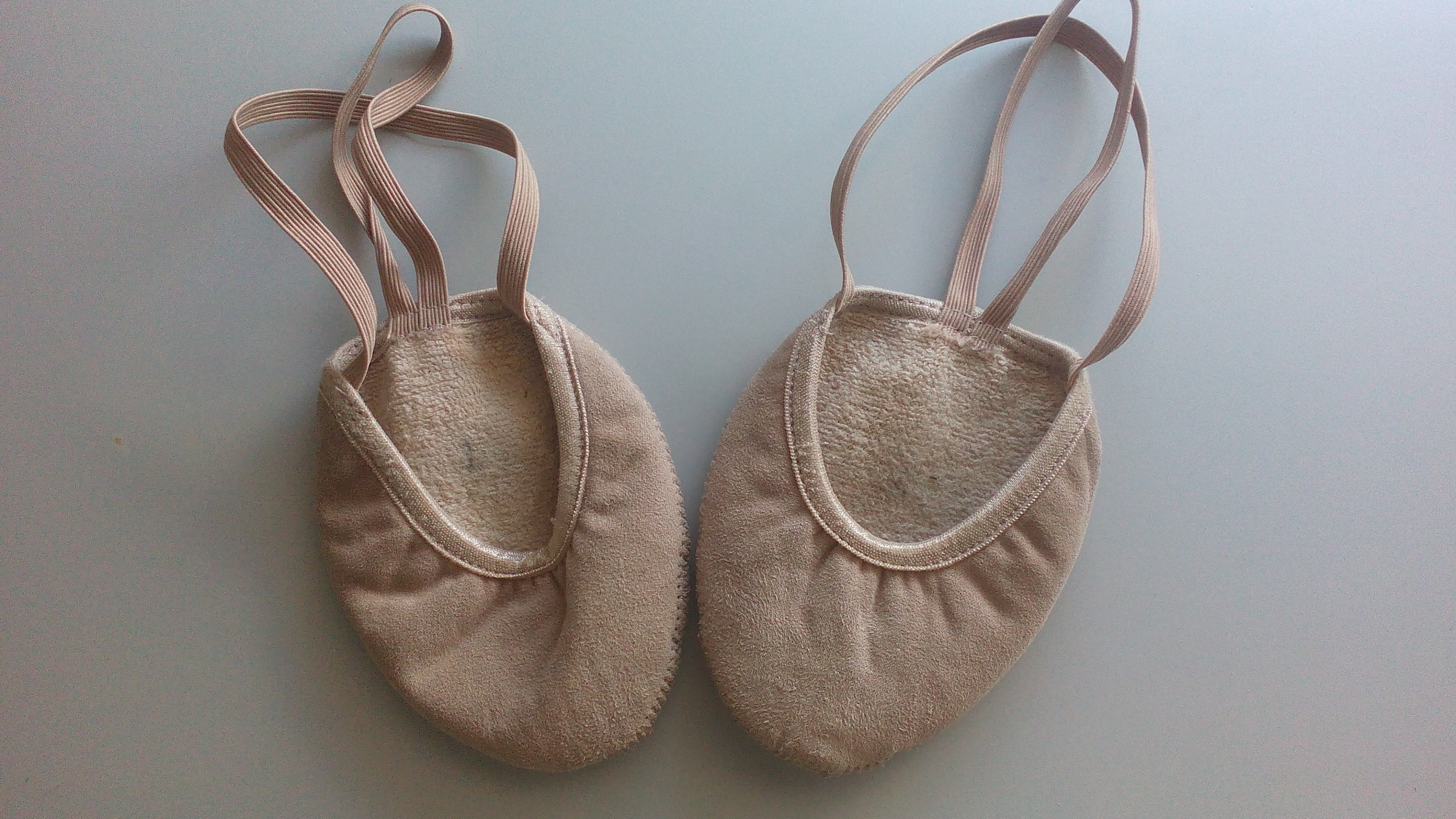
Punteras.

La indumentaria con la que compiten las gimnastas ha ido evolucionando a través del tiempo, desde los maillots sencillos usados en el pasado, hasta los más complicados de hoy en día, que en las gimnastas internacionales llegan a llevar incrustados miles de cristales Swarovski. Los maillots deben tener unas características señaladas por la federación correspondiente. Tanto en rítmica femenina como en masculina, no deben ser transparentes y el escote no puede superar la línea inferior de los omóplatos en la parte trasera y la mitad del esternón en la parte delantera, no estando permitidos los tirantes finos. En cuanto al calzado, las gimnastas pisan el tapiz con las punteras que están fabricadas en piel con dos tiras elásticas para ajustarlas al pie. Pueden ser de color blanco o imitación piel.
Al pelo hay que llevarlo recogido, y si se compite en conjunto normalmente todos los integrantes de él deberán llevarlo igual.

### Aparatos
La FIG escoge qué aparatos serán empleados en los ejercicios en función de cada categoría; solo cuatro de los cinco aparatos disponibles son seleccionados. En 2011, la cuerda fue desplazada en ambas modalidades en categoría sénior. Dependiendo de las categorías existen unas medidas mínimas para algunos aparatos, que en España están establecidas por la RFEG:
| Categoría benjamín                 | Pelota: mínimo de 15 cm de diámetro.                               |
| Categoría alevín                   | Aro: mínimo de 70 cm de diámetro. Mazas: mínimo de 35 cm de largo. |
| Categoría infantil                 | Mazas: mínimo de 35 cm de largo. Cinta: mínimo de 4,5 m de largo.  |
| Categoría júnior, cadete y juvenil | Cinta: mínimo de 5 m de largo.                                     |

A continuación se detallan los cinco aparatos empleados en las competiciones oficiales de gimnasia rítmica:

#### Cuerda

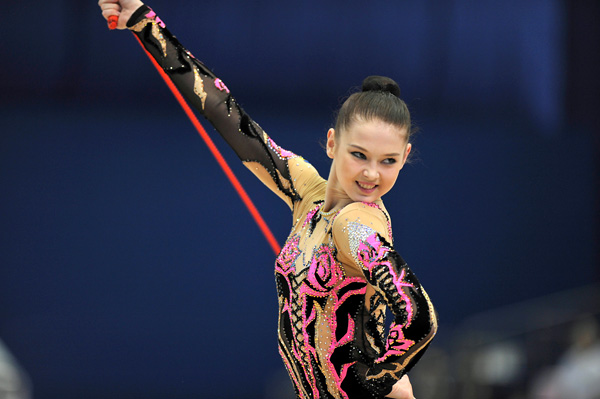
Alina Maksymenko durante un ejercicio de cuerda.

- Material: Cáñamo o cualquier otro material sintético.
- Largo: De acuerdo a la estatura de la gimnasta; se mide desde la punta del pie hasta los hombros, doblada por la mitad.
- Extremos: Tiene nudos a modo de mangos. Los extremos (no otra parte de la cuerda) pueden ser envueltos en una longitud de 10 cm a modo de decoración.
- Forma: En todas partes el mismo diámetro o más angosto en el centro.
- Ejecución: Las figuras técnicas pueden ser hechas con la cuerda tensa o suelta, con una o las dos manos, y con o sin cambio de manos. La relación entre el implemento y la gimnasta es más intensa que en otros casos.
- Movimientos: Giros, golpes, saltos, lanzamiento...

Cada vez que la cuerda toque el suelo se penalizará. Actualmente se discute la posibilidad de que la cuerda desaparezca del programa de competición, ya que se considera que es el aparato que menos ha evolucionado en manejo a lo largo de los últimos años. Sin embargo, aún se conserva en varias categorías, por lo que su desaparición definitiva no está clara.

#### Aro

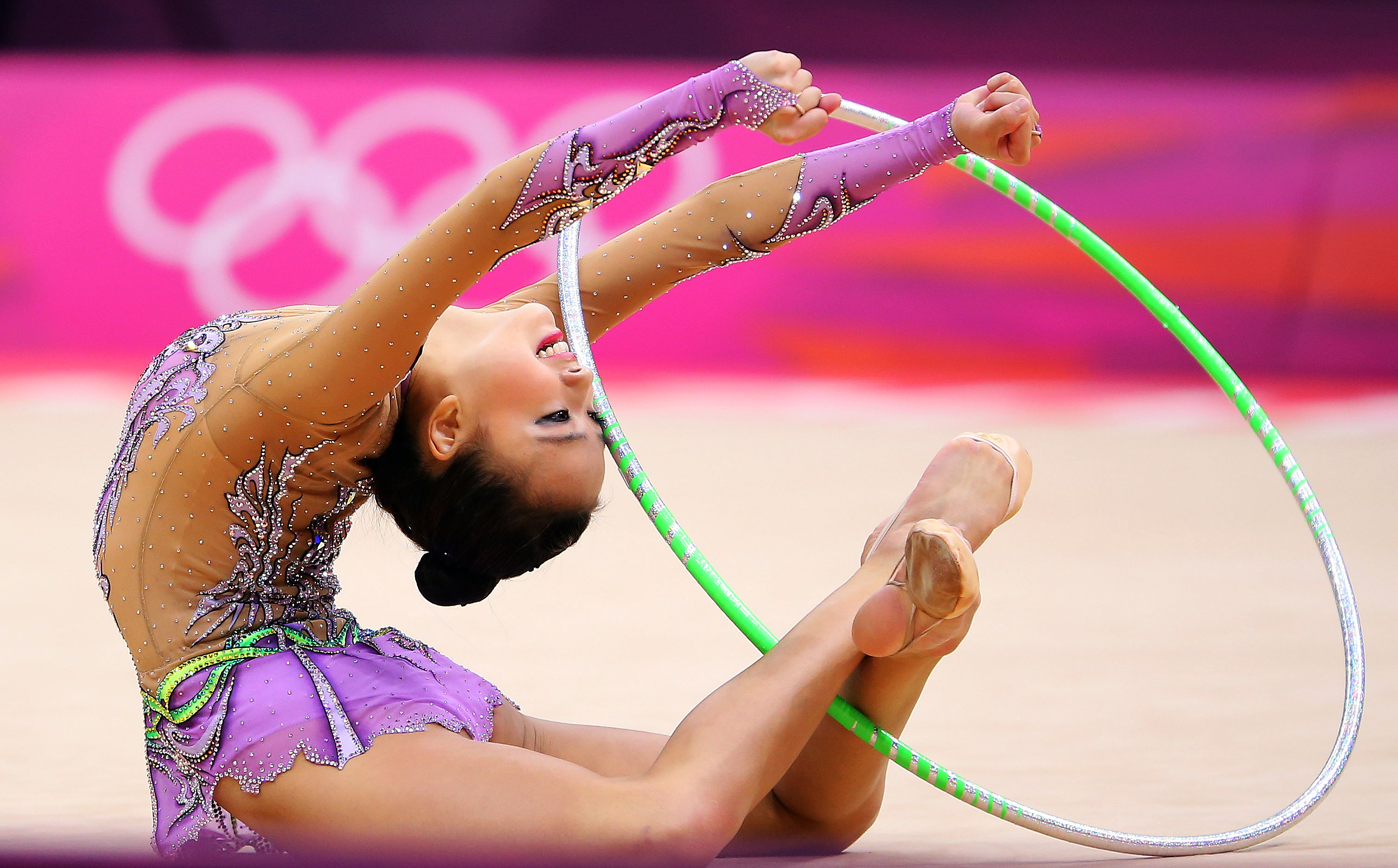
Son Yeon-jae realizando un ejercicio de aro en Londres 2012.

- Material: Plástico (debe ser de un material rígido).
- Diámetro: 80 cm a 90 cm en el interior. El aro debe de llegar a la cintura de la gimnasta.
- Peso: Por lo menos 300 g.
- Forma: Puede ser liso o áspero. Se puede envolver (total o parcialmente) con una cinta adhesiva de color.
- Ejecución: El aro define un espacio. Este espacio es usado al máximo por la gimnasta, quien se mueve dentro del círculo formado. La ejecución del aro requiere frecuentes cambios del movimiento, y el principal requerimiento es la buena coordinación de los movimientos.
- Movimientos: Lanzamiento, desplazamiento, rodada...

#### Pelota
- Material: Goma o plástico.
- Diámetro: 18 a 20 cm.
- Peso: Por lo menos 400 g.

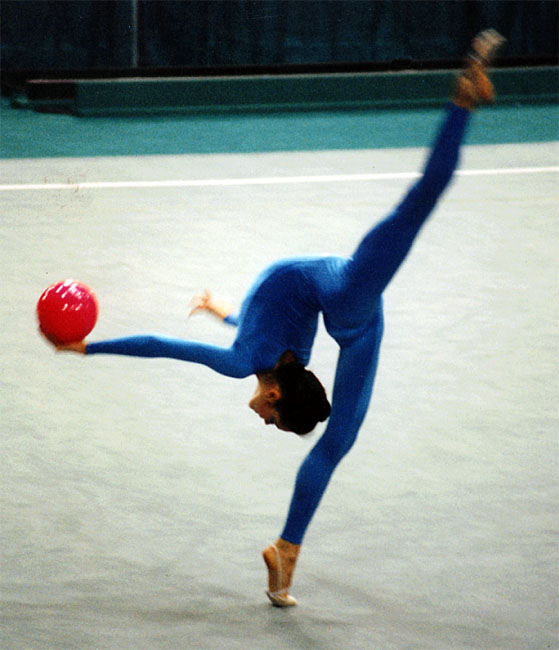
Alba Caride durante un ejercicio de pelota en los Juegos Olímpicos de Atlanta 1996.

- Ejecución: La pelota es el único implemento en el que el agarrarlo con fuerza no está aceptado. Esto significa que se requiere una relación más suave y delicada entre el cuerpo y el aparato. Los movimientos de la pelota deben ir en perfecta armonía con el cuerpo. La pelota no debe quedar inmóvil en el suelo, si no estar rodando, girando, etc.
- Movimientos: Rebotes, giros, figuras en forma de 8, lanzamientos, recepción con brazos, piernas, rodamientos dirigidos y no dirigidos, gigantesca, retención, deslizamientos...
  - Lanzamientos: Se efectúa con una sucesión de impulsos que vienen desde las piernas, a través de una ligera flexión de todo el cuerpo hasta llegar a la punta de los dedos. El cuerpo y los brazos se extienden hacia la dirección del lanzamiento. La recepción de la pelota debe efectuarse sin ruido, amortiguándose con una extensión de brazos hacia la pelota, para finalizar el movimiento siguiendo la línea que lleva, enlazando con otro elemento o finalizando el ejercicio. Los lanzamientos a gran altura con control y precisión en las recepciones son elementos de riesgo.
  - Bote: Para realizarlo la mano debe amoldarse a la forma de la pelota, la muñeca ha de estar fija, y las rodillas deben acompañar el movimiento con una flexión y extensión de piernas. En el momento del bote acompañaremos la pelota con la mano hasta que salga de esta. La recepción debe ser silenciosa, siguiendo la línea del movimiento. Existen botes a una y dos manos, laterales o frontales.
  - Rodamientos: Se pueden hacer en el suelo o en el cuerpo de la gimnasta (brazos, tronco, piernas). Se inician con un acompañamiento del brazo y la mano. Durante el recorrido, la pelota ha de permanecer en contacto con la superficie de rodamiento, y al terminar debe ser recibida con alguna parte del cuerpo.
  - Rotaciones: Las rotaciones se pueden realizar sobre el suelo o sobre el cuerpo de la gimnasta, de forma que la pelota dé vueltas alrededor de su eje después de transmitirle un impulso con la mano. Cuando termina la rotación la pelota debe recepcionarse por alguna parte del cuerpo de la gimnasta.
  - Balanceos: La pelota debe ser balanceada suave y naturalmente con la mano relajada, sin cogerla.
  - Movimientos en ocho: La pelota se ha de mover, como su nombre indica, en forma de ocho. La gimnasta debe tener la mano relajada y no tomar nunca la pelota. Son muy necesarias en este elemento la amplitud y la fluidez del movimiento.
  - Circunducciones: Al igual que en los dos casos precedentes, la mano debe estar completamente destensada y posada sobre la pelota. El movimiento esta vez tiene forma circular. Tanto este elemento como los dos anteriormente mencionados se pueden realizar a una o a dos manos.

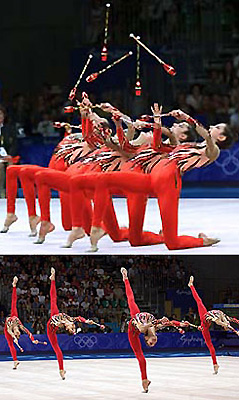
El conjunto griego con las mazas en Sídney 2000.

#### Mazas
- Material: Plástico, caucho o madera.
- Largo: 8 a 5 dm desde un extremo al otro.
- Peso: Al menos 150 g por maza.
- Partes:
  - Cuerpo: Parte protuberante.
  - Cuello: Parte delgada.
  - Cabeza: Parte esférica.
- Ejecución: La gimnasta usa las mazas para ejecutar molinetes, vueltas, lanzamientos y tantas figuras asimétricas como sea posible, combinándolas con las muchas figuras que se utilizan en la gimnasia sin implemento. Cuando se golpean las mazas, no se debe hacer con fuerza. Los ejercicios con mazas requieren un sentido del ritmo altamente desarrollado, máxima coordinación psicomotora y precisión. Las mazas son especialmente apropiadas para las gimnastas ambidiestras.
- Movimientos: Lanzamientos con las dos o con una mano, molinos, golpes, retención, deslizamiento...

#### Cinta

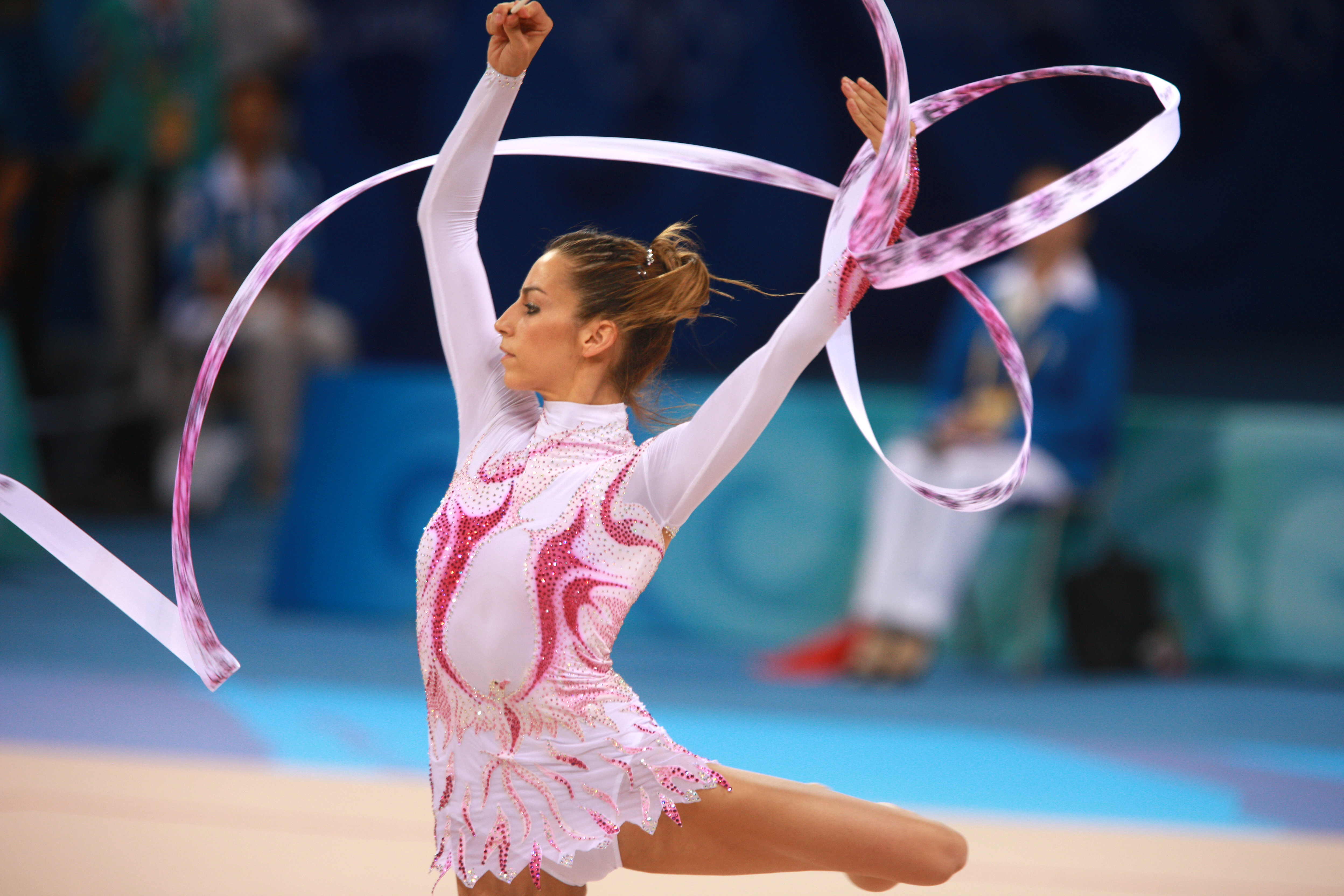
Almudena Cid durante su ejercicio de cinta en Pekín 2008.

- Material: Satén o un material no almidonado o similar. Tiene una varilla denominada estilete, que puede ser de madera, bambú, plástico o fibra de vidrio.
- Ancho: 4 cm a 6 cm.
- Largo: Hasta 6 m.
- Peso: Por lo menos 35 g (sin el estilete ni la unión).
- Partes:
  - Estilete: Varilla que sujeta la cinta.
  - Unión: La cinta se fija a la varilla mediante una unión flexible realizada usando un hilo, una cuerda de nailon, o una serie de anillos articulados.
  - Cinta: Debe ser de una sola pieza.
- Ejecución: La cinta es larga y luminosa, y puede ser lanzada en todas direcciones. Su función es crear diseños en el aire. Sus vuelos crean imágenes y formas de todo tipo.
- Movimientos: Espirales, zigzag, gigantesca, lanzamiento...

El extremo de la cinta tiene que estar siempre en movimiento durante toda la ejecución del ejercicio, sin tocar el suelo de forma involuntaria.

## Reglamento

### Formato

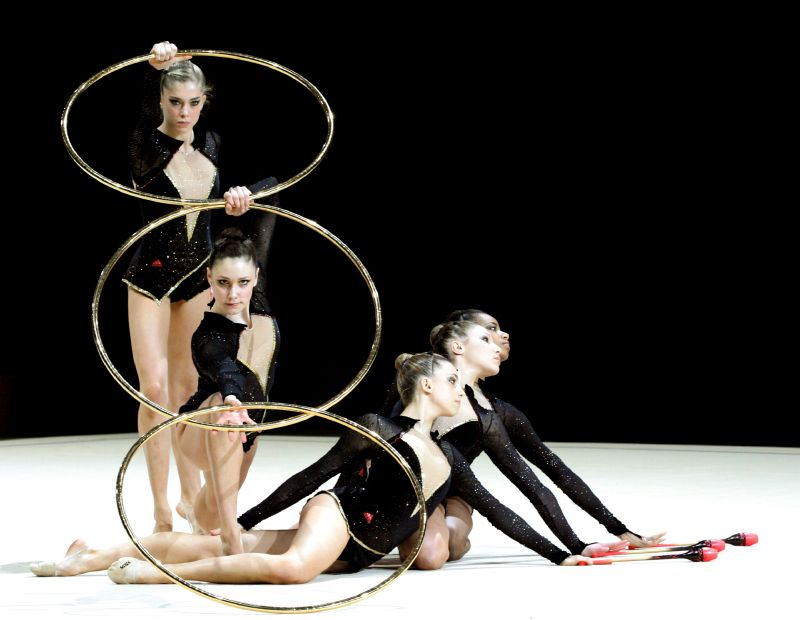
Conjunto francés en 2007.

Se puede practicar individualmente o en conjuntos. Los conjuntos están formados actualmente por 5 gimnastas sobre el tapiz. Todas pueden tener aparatos iguales o puede haber 3 con un mismo aparato y 2 con otro diferente (en este caso el ejercicio se llama mixto). Hasta 1994 eran 6 gimnastas. El margen de duración de un ejercicio de conjuntos va de los 2 minutos y 15 segundos a los 2 minutos y 30 segundos, mientras que los individuales pueden ser de 1 minuto y 15 segundos hasta 1 minuto y 30 segundos. El tapiz, también llamado practicable, tiene unas dimensiones de 13 x 13 metros.
En los principales campeonatos de la FIG (Campeonato Mundial de Gimnasia Rítmica, Copa del Mundo de Gimnasia Rítmica, Campeonato Europeo de Gimnasia Rítmica y otros campeonatos continentales) las competiciones siguen un formato establecido. En modalidad individual, se suele celebrar en primer lugar la calificación (Competición I), donde se suman las notas de los 4 ejercicios de cada gimnasta para obtener a las clasificadas para la final de la general. Ocasionalmente también existe un concurso por equipos (Competición IV) que no supone una nueva competición, sino que surge de sumar las 12 mejores notas de cada país (3 por aparato) en la calificación. Posteriormente tienen lugar las finales por aparatos (Competición III), donde compiten las 8 mejor clasificadas en cada uno de los aparatos en la calificación. Por último tiene lugar la final del concurso general (Competición II), donde acceden las 24 mejores gimnastas en la calificación. Por su parte, en modalidad de conjuntos no existe calificación, sino que solo se celebran dos fases. La primera es el concurso general (Competición I), donde se suman las notas de los dos ejercicios (el de aparatos idénticos y el mixto). La segunda son las finales por aparatos (Competición III), donde participan los 8 conjuntos mejor clasificados en cada uno de los ejercicios de la general. En los Juegos Olímpicos solamente se celebra el concurso general tanto en modalidad individual como en conjuntos.
Aunque en las selecciones nacionales de gimnasia rítmica únicamente suele haber categoría júnior (13 - 15 años) y sénior (más de 16 años), en la gimnasia rítmica federada a nivel nacional se desarrollan más categorías dependiendo de la edad que se cumpla el año que se celebra la competición. En España estas categorías son benjamín (8 - 9), alevín (10 - 11), infantil (12 - 13), júnior (14 - 15) y sénior (16 años o más). Adicionalmente, en el Campeonato de España Individual están presentes además la 1.ª categoría (donde compiten gimnastas que más de 2 años atrás habían pertenecido a la selección, primeras clasificadas en esta misma categoría el año anterior, y al menos las 3 primeras clasificadas el año anterior en categoría júnior y sénior), la categoría de honor júnior y la categoría de honor sénior (donde participan las gimnastas que pertenecen a la selección nacional). Con excepción de las de honor, en el Campeonato de España de Conjuntos también se dan estas categorías, aunque con una mayor flexibilidad respecto a la edad.

### Sistema de puntuación
En las competiciones de gimnasia rítmica los ejercicios son evaluados por los jueces siguiendo el Código de Puntuación, el cual es revisado por la FIG cada 4 años. En el actual Código de Puntuación (2022 - 2024) se usa el modelo de tres puntuaciones (dificultad + artístico + ejecución). Desde 2013 se permite además la utilización de música cantada en uno de los ejercicios, y desde 2017 no existe el límite máximo de dificultad.

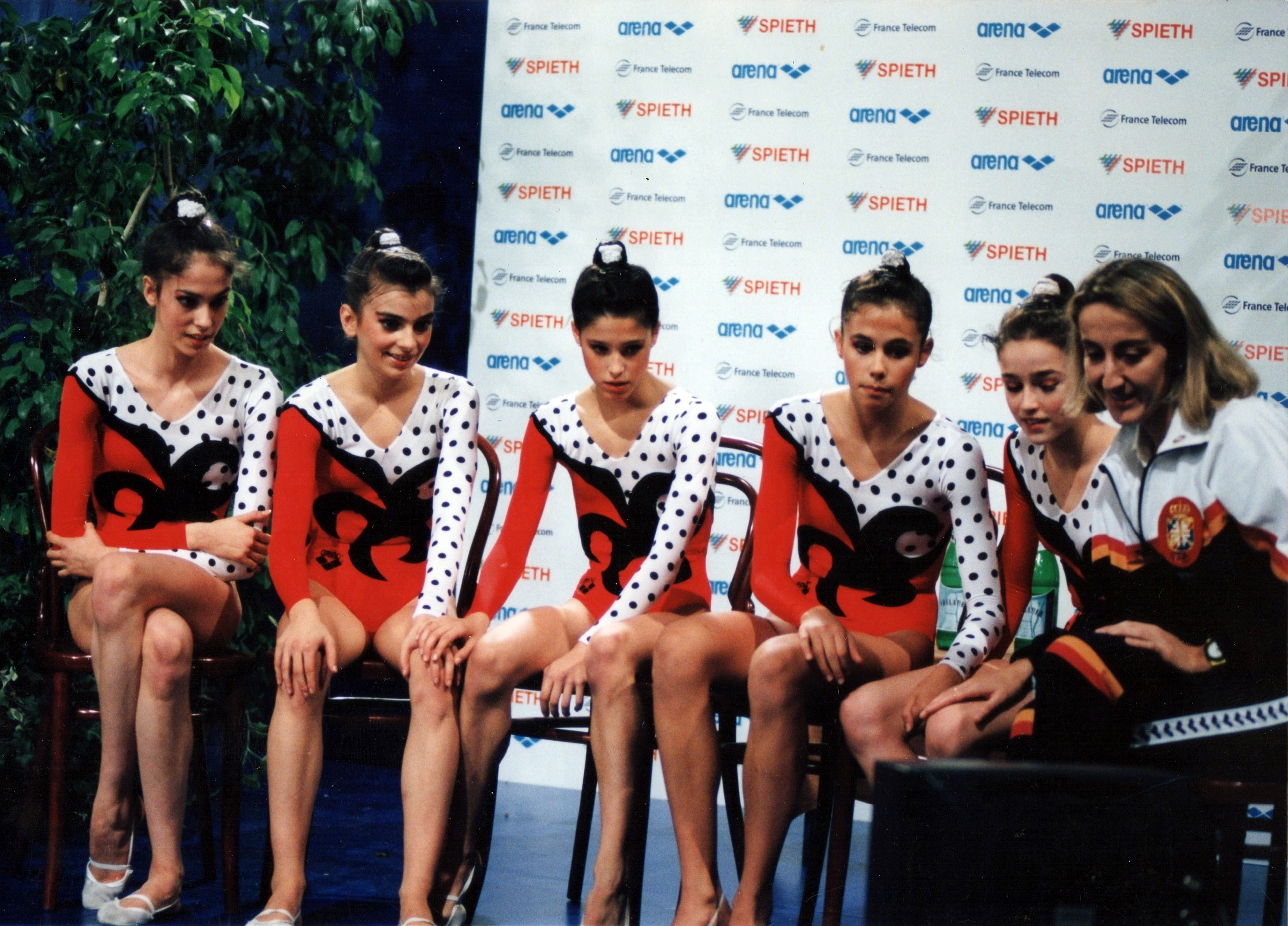
El conjunto español esperando la nota del concurso general en el Mundial de Viena (1995).

#### Modelo tradicional (composición + ejecución)
En las décadas de los 60 y 70, el peso de la nota recaía principalmente en la parte artística, con escasa presencia de dificultades. En los 80 surgieron más elementos de dificultad, al dar un mayor protagonismo a la flexibilidad y al riesgo en los lanzamientos, apareciendo nuevas originalidades de aparato. Tradicionalmente, hasta el año 2000, para obtener la nota final de un ejercicio se sumaban las notas de composición y ejecución, cada una de un valor máximo de 10 puntos en modalidad de conjuntos (20 en total) y de 5 en modalidad individual (10 en total).

#### Modelo de tres puntuaciones (dificultad + artístico + ejecución)
A finales de los 90 hubo una aparición de gimnastas en cuyos ejercicios se usaba la flexibilidad como un elemento principal (las rusas Yana Batyrshina o Alina Kabáyeva por ejemplo), lo que fue una de las motivaciones para un cambio muy importante en el Código de 2001, que doblaba el número de elementos de dificultad requeridos (aunque posteriormente serían ligeramente rebajados) y reducía el valor de la parte artística. La nota final de un ejercicio pasó a obtenerse entonces mediante la suma de las notas de dificultad, artístico y ejecución, cada una con un valor máximo de 10 puntos, por lo que la puntuación final sería como mucho de 30 puntos. Este puntaje ha sufrido numerosas modificaciones, como en el ciclo olímpico 2005 - 2008, donde la nota final sería sin embargo de un máximo de 20 puntos al sumarse la nota media de dificultad y artístico a la de ejecución. O por ejemplo en el Código de 2022 - 2024, ya que con la eliminación del límite máximo de dificultad la nota global podría superar los 30 puntos.
Siguiendo el Código del ciclo olímpico 2005 - 2008, pasaremos a describir cada una de las tres notas. La nota de dificultad se basaría en el valor técnico del montaje. Esta se divide en dificultad corporal y dificultad de aparato. Las dificultades corporales se dividían en cuatro grupos: saltos, flexibilidades y ondas, giros y equilibrios. El uso obligatorio de cada una de ellas dependería del aparato que se usase. La nota de dificultad de aparato tendría en cuenta la maestría con o sin lanzamiento, el riesgo, los elementos preacrobáticos y las originalidades de aparato. La nota de artístico se basaría, como su nombre indica, en el valor artístico del montaje. Se tendría en cuenta el uso de la música, la coreografía empleada, la utilización de todo el tapiz, la variedad de movimientos de la gimnasta y la variedad de uso del aparato. Por último, la nota de ejecución valoraría la corrección en todos los elementos a nivel musical, de técnica corporal y de técnica con el aparato. Su valoración se basaría en un modelo perfecto de realización de un elemento o movimiento. Los errores con respecto al modelo se van acumulando y sumando, restándose al final al valor de partida.

#### Modelo de dos puntuaciones (dificultad + ejecución)
Siguen este modelo tanto el Código de Puntuación de 2013 - 2016 como el de 2017 - 2021, donde la nota final de un ejercicio se obtiene de la suma de las notas de dificultad (D) y ejecución (E), cada una con un valor máximo de 10 puntos, por lo que la puntuación final será de un máximo de 20 puntos (aunque en el de 2017 - 2021 se elimina el límite máximo de dificultad y la nota global podría por tanto superar los 20 puntos). Además existen las penalizaciones, mediante las que son penalizados, restando puntos a la nota final, determinados errores cometidos.
- La nota de dificultad (equivalente a la tradicional nota de composición) está compuesta por la suma de: dificultad corporal (saltos, equilibrios y rotaciones), combinación de pasos rítmicos, elementos dinámicos con rotación y lanzamiento (comúnmente conocidos como riesgos) y la maestría de aparato.

- La nota de ejecución valora la corrección en todos los elementos a nivel musical, de técnica corporal y de técnica con el aparato. En ella se distinguen faltas artísticas y faltas técnicas. En las primeras se valora la unidad de la composición, la música del ejercicio, la expresión corporal o la variedad en la utilización del espacio; por otro lado, en el componente técnico se valoran aspectos como la técnica de los movimientos corporales, la técnica base del aparato, la igualdad del trabajo entre las dos manos durante el ejercicio, etc. Los errores con respecto al modelo perfecto de realización se van acumulando y sumando, restándose al final al valor de partida (un 10 representa una ejecución perfecta igual al modelo a seguir, sin ningún error).

Respecto a las penalizaciones, se puede mencionar que: 
- El aparato debe estar siempre en movimiento.
- El ejercicio debe finalizar en el momento exacto en el que acaba la música con la que se acompañó la ejecución.
- El grado de dificultad se debe presentar en el aparato, o bien en los movimientos de la gimnasta, pero siempre debe existir.
- Los pasos no rítmicos dentro del tapiz son penalizados.
- La salida del tapiz, ya sea de la gimnasta o del aparato, está penalizada.
- Se penaliza el atuendo de la gimnasta no reglamentario.
- La comunicación con el entrenador/a o con las compañeras durante la ejecución del ejercicio está penalizada.

## Países y equipos dominantes

### Unión Soviética

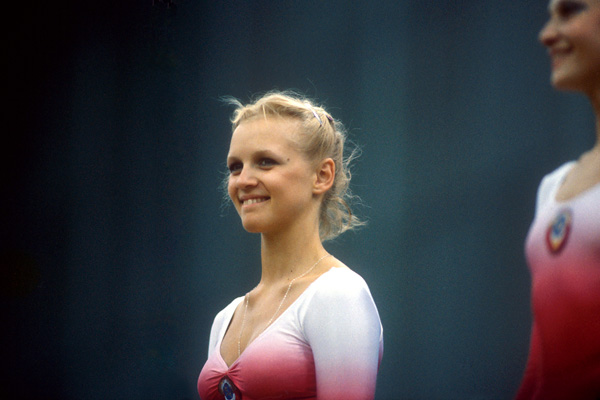
Galina Beloglazova.

Antes de su fragmentación, las gimnastas provenientes de la URSS rivalizaban deportivamente con Bulgaria. El primer Campeonato del Mundo (Budapest 1963), fue ganado por la soviética Ludmila Savinkova, y la primera competición de conjuntos en un Mundial (Copenhague 1967), también fue ganada por la URSS. Otras soviéticas campeonas del mundo fueron Elena Karpukhina, Liubov Sereda, Galima Shugorova, Galina Beloglazova, Irina Deriugina, Tatiana Druchinina, Marina Lóbach, Alexandra Timoshenko u Oksana Skaldina. Marina Lóbach fue la primera gimnasta soviética en ser campeona olímpica en los Juegos Olímpicos de Seúl 1988. Tras el derrumbe de la Unión Soviética se creó el Equipo Unificado, que apareció por única vez en los Juegos Olímpicos de Barcelona 1992. En él se integraron las gimnastas soviéticas/ucranianas Alexandra Timoshenko y Oksana Skaldina, quienes consiguieron el oro y el bronce.

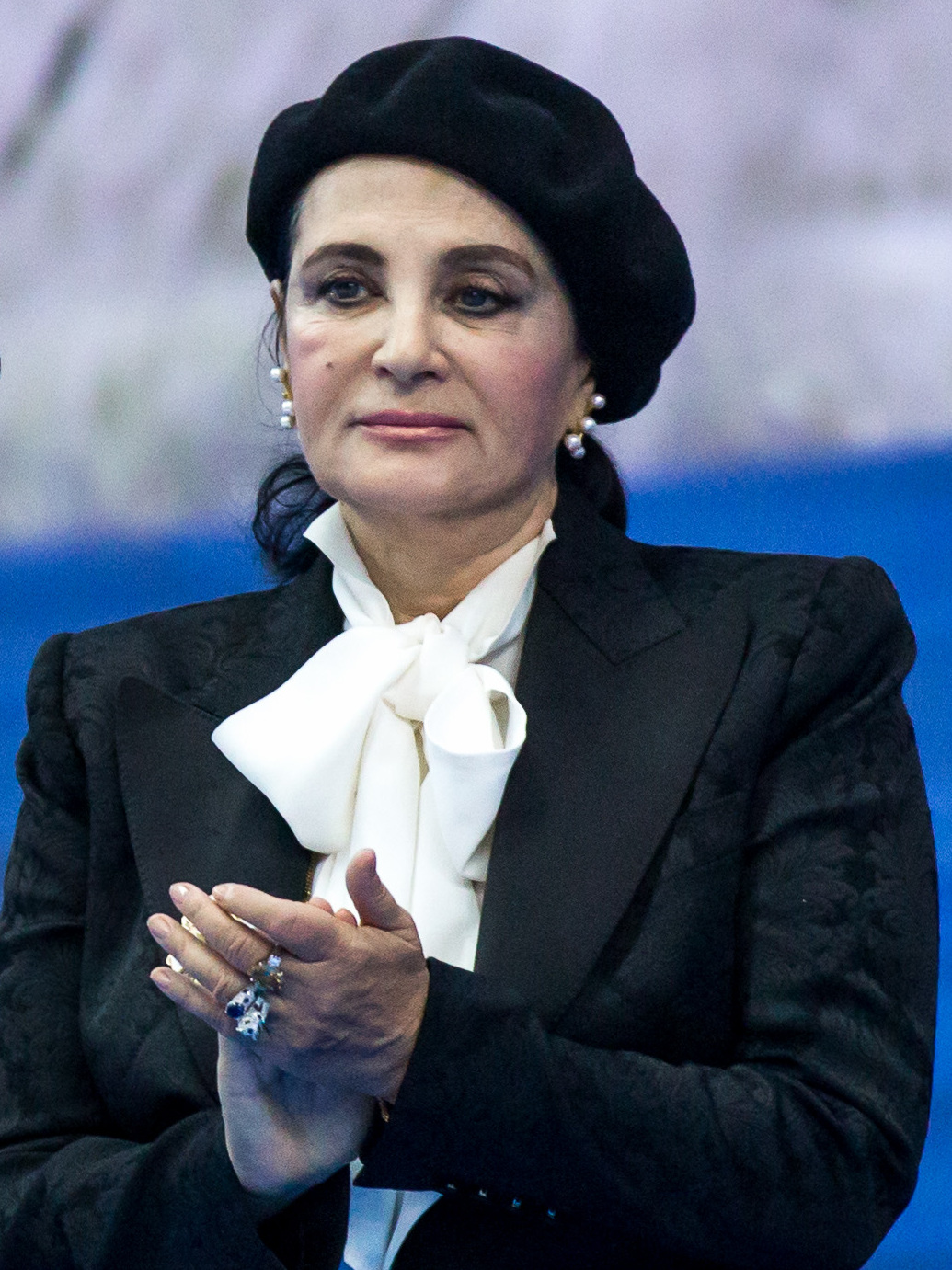
Irina Víner, presidenta de la Federación Rusa de Gimnasia y considerada la principal responsable del éxito de la rítmica en Rusia desde los años 1990.

### Rusia
Tras la caída de la URSS, Rusia quedó como país dominante de la rítmica mundial al inicio de los años 1990. Oksana Kóstina se convirtió en la primera campeona del mundo de Rusia como país independiente. En los Juegos Olímpicos de Sídney 2000, Yulia Barsukova fue la primera rusa en obtener el oro olímpico. Esto se repitió en los Juegos Olímpicos de Atenas 2004 con la gimnasta Alina Kabáyeva. Yevgéniya Kanáyeva se convirtió en la primera gimnasta individual de la disciplina en ganar dos medallas de oro en unas Olimpiadas, al hacerlo en Pekín 2008 y en Londres 2012. Además, Yevgéniya es la gimnasta rítmica más laureada de la historia. Otras gimnastas notables son Amina Zaripova, Natalia Lipkovskaya, Yana Batyrshina, Irina Cháshchina, Natalia Lavrova, Vera Sessina, Olga Kapranova, Daria Kondakova, Daria Dmítrieva, Margarita Mamún, Yana Kudryavtseva, Aleksandra Soldátova, Arina Averina o Dina Averina.

### Ucrania
En la antigua URSS, un gran número de gimnastas eran de origen ucraniano, incluyendo a Ludmila Savinkova, primera campeona mundial. Albina e Irina Deriugina —madre e hija— jugaron un papel importante en el éxito de la gimnasia rítmica en ese país, entrenando a estrellas como Alexandra Timoshenko y Oksana Skaldina. Tras la caída de la URSS, Ucrania siguió logrando éxitos con gimnastas como Ekaterina Serebrianskaya, campeona olímpica en Atlanta '96. Otras gimnastas ucranianas destacadas fueron Elena Vitrichenko, Tamara Yerofeeva, Anna Bessonova, Natalia Godunko, Alina Maksymenko, Ganna Rizatdinova, Viktoria Mazur, Vlada Nikolchenko, Khrystyna Pohranychna, Viktoriia Onoprienko o Taisiia Onofriichuk.

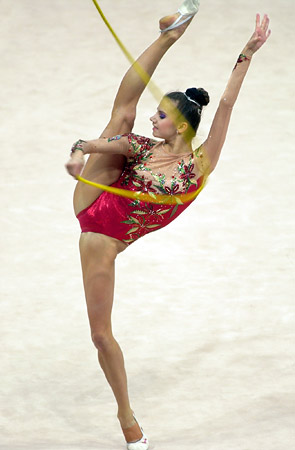
Yulia Raskina.

### Bielorrusia
Bielorrusia ha tenido éxito en ambas modalidades incluso después de la caída de la URSS. Cabe señalar que la primera soviética que fue campeona olímpica fue la bielorrusa Marina Lóbach. Desde finales de los 90, ha logrado varias preseas en los Juegos Olímpicos, ganando en modalidad individual dos medallas de plata (Yulia Raskina en Sídney 2000 e Inna Zhukova en Pekín 2008) y dos medallas de bronce (Liubov Charkashyna en Londres 2012 y Alina Harnasko en Tokio 2020), así como dos de plata y una de bronce en conjuntos. Otras gimnastas notables son Larissa Loukianenko, Olga Gontar, Melitina Staniouta, Aliaksandra Narkevich, Katsiaryna Halkina y Anastasia Salos.

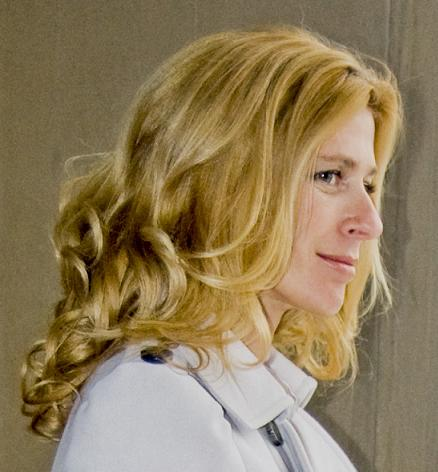
Bianka Panova.

### Bulgaria
Desde la creación de la gimnasia rítmica, Bulgaria tuvo una reñida competencia con la URSS, especialmente en los primeros Mundiales, donde fue entrenada por Julieta Shismanova. La primera gran estrella que hubo en las filas búlgaras fue María Gigova, primera gimnasta en ser en tres ocasiones campeona del mundo en el concurso general. En esos años también destacaron Julia Traslieva, Rumiana Stefanova, Nechka Robeva, Krasimira Filipova, Neshka Gueorguieva y Kristina Guiurova. La década de 1980 marcó la cumbre del éxito búlgaro con la generación de gimnastas denominada las Chicas de Oro de Bulgaria, la cual estaba formada por Iliana Raeva, Anelia Ralenkova, Lilia Ignatova, Bianka Panova, Adriana Dunavska (plata en Seúl 1988), Diliana Gueorguieva o Elizabet Koleva, quienes dominaron casi todos los Mundiales y Europeos de aquellos años. En los años 1990 destacaron Yulia Baycheva, Dimitrinka Todorova, Kristina Shekerova, Diana Popova, Mila Marinova, Stela Salapatiyska, Teodora Alexandrova y especialmente María Petrova, tricampeona del mundo y de Europa en el concurso general. En la década de 2000 hubo un gran declive de la gimnasia rítmica individual de Bulgaria, aunque conviene señalar a gimnastas como Elisabeth Paisieva, Simona Peycheva, Silvia Miteva, Boyanka Angelova, Mariya Mateva, Neviana Vladinova, Katrin Taseva y Boryana Kaleyn. En la actualidad Bulgaria destaca más en la modalidad de conjuntos. El conjunto búlgaro logró su primer oro olímpico en Tokio 2020, siendo la primera vez que un conjunto no-ruso ganaba los Juegos Olímpicos desde España en Atlanta 1996. Bulgaria vuelve a subir al pódium AA individual con Stiliana Nikolova ganando el bronce en el Campeonato Mundial 2022 en Sofía. También, Boryana Kaleyn ganó la plata olímpica en París 2024, siendo la primera vez de este país desde Dunavska en Seúl 1988

### España
En modalidad individual, España consiguió éxito notable con Carolina Pascual, medalla de plata en los Juegos Olímpicos de Barcelona 1992, Carmen Acedo, campeona del mundo de mazas en el Mundial de 1993, Almudena Cid, gimnasta que participó en cuatro finales olímpicas (1996, 2000, 2004 y 2008), y Carolina Rodríguez (gimnasta), gimnasta española con 12 títulos nacionales, logró el oro en la competición individual en los Juegos Mediterráneos de 2013, además de olímpica tanto en conjuntos, (Atenas 2004, donde obtuvo la 7.ª plaza) como en individual (Londres 2012, donde fue 14.ª, y Río 2016, donde fue 8.ª). En estos últimos se convirtió en la gimnasta rítmica más longeva en disputar los Juegos Olímpicos, con 30 años de edad. España ha sido históricamente más laureada en la modalidad de conjuntos, proclamándose con las Primeras Chicas de Oro campeona del mundo en el concurso general en Atenas 1991, llegando a ser el primer campeón olímpico de la modalidad en los JJ. OO. de Atlanta 1996 con el equipo conocido como las Niñas de Oro, y obteniendo el bicampeonato del mundo en mazas (2013 y 2014) y la plata olímpica en Río 2016 con el conjunto denominado el Equipaso.

### Italia
Al igual que España, Italia ha logrado más éxitos en la modalidad de conjuntos. El grupo italiano ha sido cuatro veces campeón del mundo en el concurso general y ha ganado cuatro medallas (plata en Atenas 2004, bronce en Londres 2012 y bronce en Tokio 2020 y París 2024) en los Juegos Olímpicos. Aunque en individual también han conseguido muchísimas victorias en los últimos años, destacar en los últimos años a Julieta Cantaluppi, Veronica Bertolini, Alexandra Agiurgiuculese, Milena Baldassarri y Sofia Raffaeli, primera campeonato del mundo italiana individual en 2022 y medallista de bronce en París 2024

### Israel
Israel ha sido uno de los países más destacados en gimnasia rítmica desde finales de la década de 2000. En 2008, las gimnastas Irina Risenson y Neta Rivkin se colocaron por primera vez entre las finalistas en los Juegos Olímpicos de Pekín. En 2020, Linoy Ashram, tras proclamarse campeona europea en Kiev, consiguió el oro individual en los Juegos Olímpicos de Tokio, convirtiéndose en la primera gimnasta y mujer israelí en ganar una medalla de oro en unos Juegos Olímpicos, y la primera gimnasta no-rusa en ganar un oro olímpico en esta disciplina desde 1996 (después de la ucraniana Ekaterina Serebrianskaya en los juegos de Atlanta de ese año).
En el Campeonato Europeo de 2021, Israel se saldó con dos medallas de oro, dos de plata y dos de bronce. La rivalidad entre Ashram y la rusa Dina Averina, agudizada en los mundiales de 2018-1019 y muy pronunciada en los juegos de Tokio, continuó en este torneo, con las dos alternándose entre primer y segundo puesto en tres de las modalidades individuales. Tras la retirada de Ashram después de este campeonato, hubo una reorganización de la selección israelí, que resultó en su no participación en el Mundial de 2021 en Tokio. En los Europeos de 2022, Israel, ahora liderada por Daria Atamanov, volvió al podio con dos medallas de oro (los completos individual y de conjuntos), cuatro de plata y dos de bronce. En el Mundial de ese año en Bulgaria, con una clara dominación búlgara e italiana (a falta de participación rusa por el conflicto con Ucrania), Israel ganó dos medallas de plata, ambas en conjuntos (incluido el completo).

## La gimnasia rítmica en España

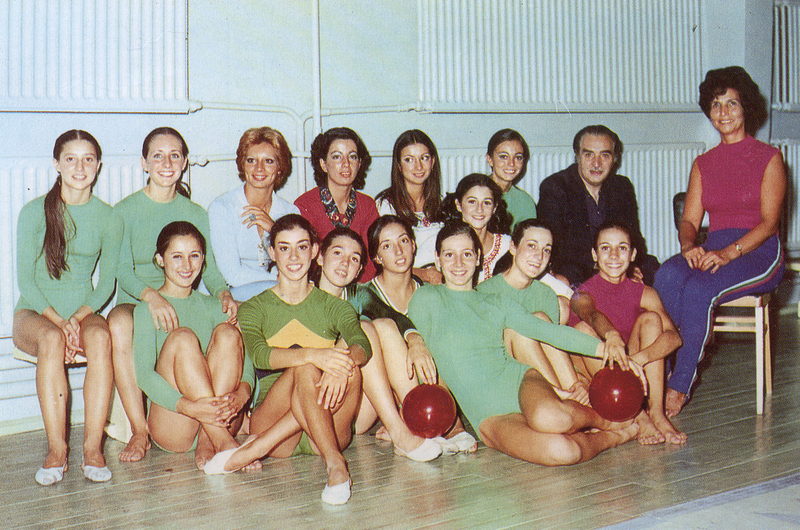
La primera selección nacional de gimnasia rítmica de España, entrenada por Ivanka Tchakarova (1975).

La gimnasia rítmica es la cuarta disciplina deportiva más practicada entre niñas y adolescentes en España, solo superada por la natación, el baloncesto y el fútbol, según la Encuesta de Hábitos Deportivos de la Población Escolar (2011), elaborada por el CSD. Además, la selección nacional de gimnasia rítmica está considerada una de las selecciones deportivas españolas más laureadas. 
Aunque históricamente las dominadoras de esta disciplina han sido las participantes de la antigua Unión Soviética y las gimnastas que provienen de Europa del Este, las gimnastas españolas han obtenido diversos éxitos desde la creación en 1974 de la selección nacional de gimnasia rítmica. La rítmica española ya había tenido algunas incursiones a nivel internacional, la primera en el Campeonato Mundial de Gimnasia Rítmica de 1963 celebrado en Budapest, y la segunda, 10 años después. Para poder participar en el Campeonato del Mundo de Madrid en 1975 y en el Campeonato de Europa de Madrid en 1978, la Federación Española de Gimnasia creó la primera selección nacional de gimnasia rítmica. De ella se haría cargo la primera seleccionadora nacional, la búlgara Ivanka Tchakarova, y posteriormente, desde 1979, la también búlgara Meglena Atanasova, que estaría hasta 1981. Su sustituta sería la que es la seleccionadora nacional más importante hasta la fecha, la búlgara Emilia Boneva, que estuvo en el puesto de seleccionadora en tres etapas: la primera, en las dos modalidades (individual y conjuntos) desde abril de 1982 a 1992; la segunda, únicamente como seleccionadora nacional individual para el Campeonato del Mundo de 1993; y la tercera, nuevamente en las dos modalidades, desde marzo de 1994 hasta diciembre de 1996, cuando fue sustituida por María Fernández. Durante ese tiempo, Boneva consiguió como seleccionadora un total de 63 medallas en competiciones internacionales oficiales.

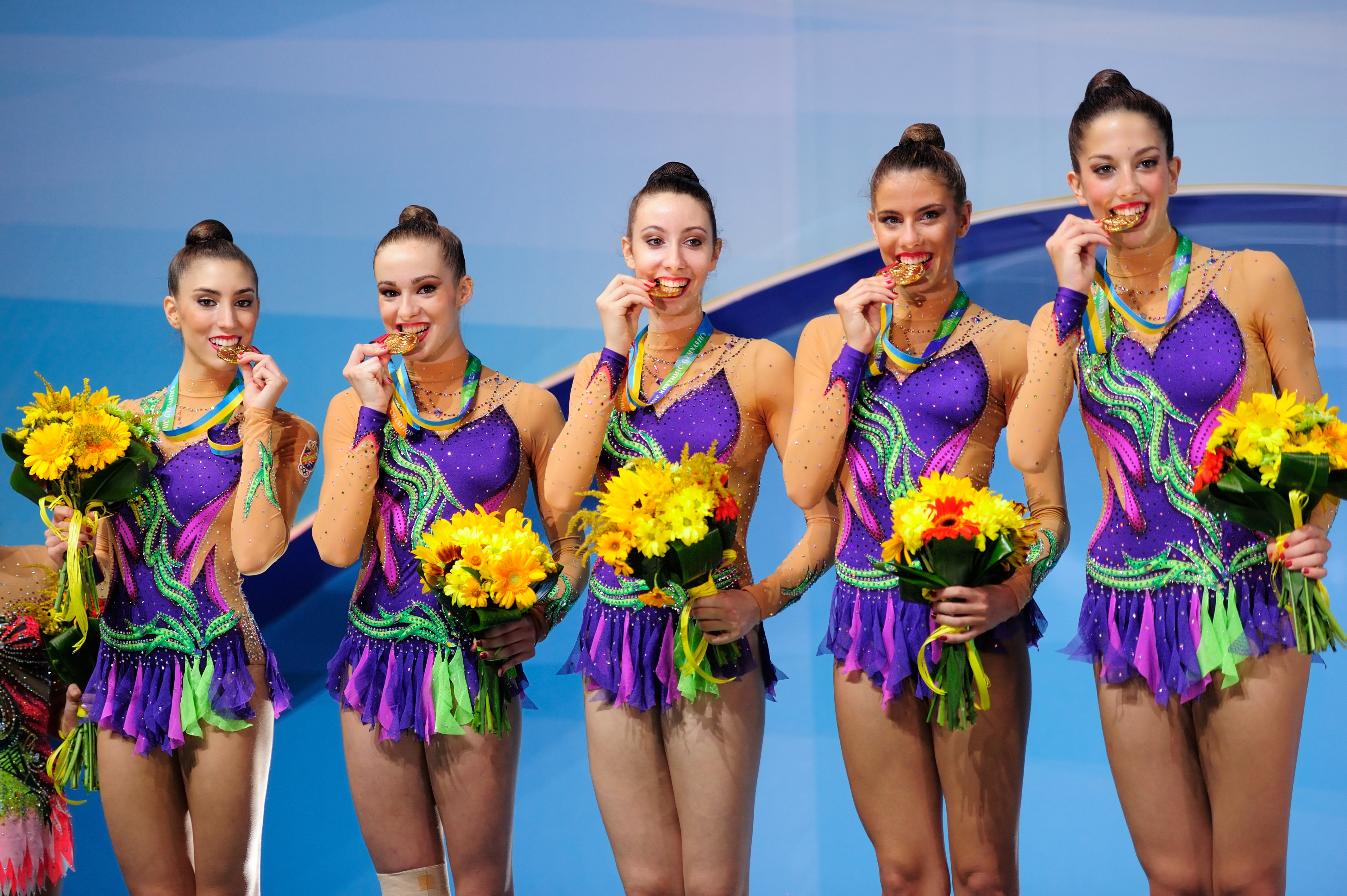
El Equipaso con la medalla de oro en el podio de 10 mazas en el Mundial de Kiev (2013).

Las gimnastas rítmicas españolas con más medallas en competiciones internacionales oficiales (organizadas por la FIG, la UEG o el COI) son Alejandra Quereda y Sandra Aguilar, con un total de 42. En Campeonatos del Mundo, la competición más importante de la FIG, las que tienen más medallas son Estela Giménez, Marta Baldó, Bito Fuster y Lorea Elso, con un total de 8 cada una. Nuria Cabanillas es la que más medallas de oro tiene en esta competición, con 3, aunque la última fue conseguida como suplente del equipo en ambos ejercicios. Este es el listado de las gimnastas rítmicas españolas que más veces han sido campeonas del mundo:
|    |  | Deportista         | Medalla de oro | Medalla de plata | Medalla de bronce | Total |
| -- |  | ------------------ | -------------- | ---------------- | ----------------- | ----- |
| 1  |  | Nuria Cabanillas   | 3              | 4                | 0                 | 7     |
| 2  |  | Estela Giménez     | 2              | 4                | 2                 | 8     |
| 3  |  | Marta Baldó        | 2              | 4                | 2                 | 8     |
| 4  |  | Estíbaliz Martínez | 2              | 3                | 0                 | 5     |
| 5  |  | Tania Lamarca      | 2              | 3                | 0                 | 5     |
| 6  |  | Maider Esparza     | 2              | 3                | 0                 | 5     |
| 7  |  | Lorena Guréndez    | 2              | 2                | 0                 | 4     |
| 8  |  | Alejandra Quereda  | 2              | 0                | 2                 | 4     |
| 9  |  | Sandra Aguilar     | 2              | 0                | 2                 | 4     |
| 10 |  | Lourdes Mohedano   | 2              | 0                | 2                 | 4     |
| 11 |  | Elena López        | 2              | 0                | 2                 | 4     |
| 12 |  | Artemi Gavezou     | 2              | 0                | 2                 | 4     |

Las gimnastas rítmicas españolas que solo se han proclamado una vez campeonas del mundo son Débora Alonso, Bito Fuster, Isabel Gómez, Lorea Elso, Montse Martín, Gemma Royo, Marta Aberturas, Cristina Chapuli, María Pardo, Sara Bayón, Marta Calamonte, Carolina Malchair, Beatriz Nogales y Paula Orive en conjuntos, y Carmen Acedo como individual.
La selección española de gimnasia rítmica ha obtenido un total de 150 medallas en competiciones internacionales oficiales (organizadas por la FIG, la UEG o el COI). De todas ellas, en Juegos Olímpicos han sido obtenidas 1 oro y 2 platas; en Campeonatos del Mundo, 7 oros, 11 platas y 21 bronces; en Campeonatos de Europa, 2 oros, 5 platas y 18 bronces; en Campeonatos del Mundo Júnior, 1 bronce; en Campeonatos de Europa Júnior, 1 oro, 4 platas y 6 bronces; más 2 platas y 3 bronces en Finales de la Copa del Mundo, 6 oros, 19 platas y 30 bronces en pruebas de la Copa del Mundo, 1 oro, 2 platas y 6 bronces en Finales de la Copa de Europa, 1 bronce en Campeonatos de Europa por Equipos y 1 oro en Preolímpicos (actualizado a 25-6-2023).
A nivel nacional, las competiciones más importantes son el Campeonato de España Individual y en el Campeonato de España de Conjuntos. Carolina Rodríguez es la gimnasta individual que más veces ha sido campeona de España del concurso general contando todas las categorías, con 12 títulos (1 en alevín, 1 en infantil, 1 en 1.ª categoría y 9 en categoría de honor). El Club Atlético Montemar y el Club Ritmo son los más laureados en 1.ª categoría de conjuntos. Además, anualmente se celebra en el País Vasco el Euskalgym, una gala internacional donde participan algunas de las mejores gimnastas del mundo.

### Hitos de la gimnasia rítmica española

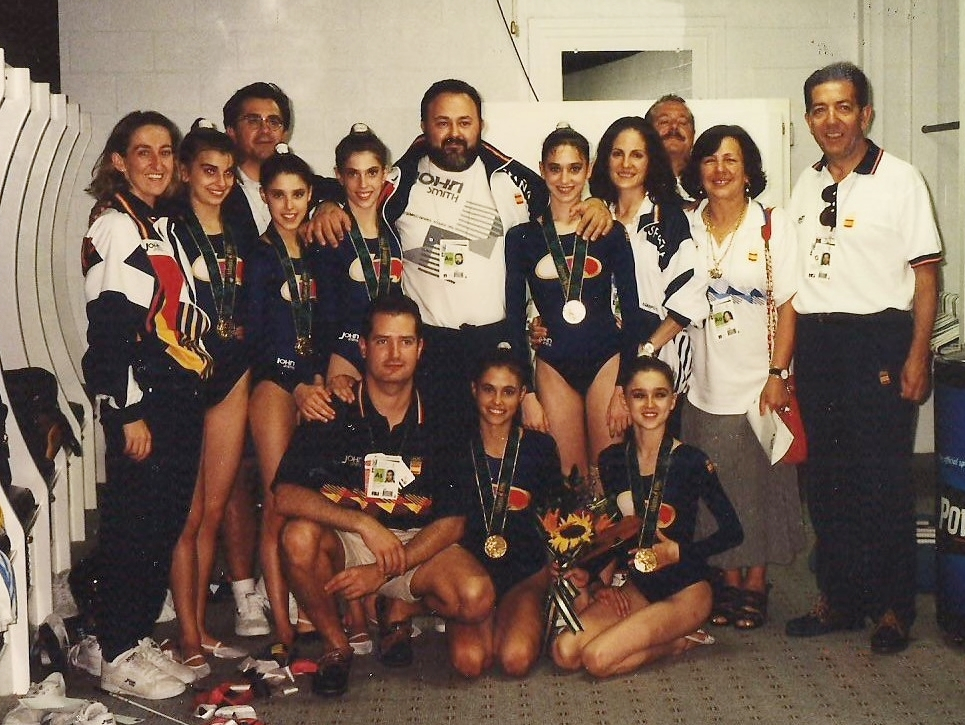
Las Niñas de Oro tras proclamarse campeonas olímpicas en Atlanta 1996.

En 1975, María Jesús Alegre obtiene la primera medalla para España en una competición internacional. Sería un bronce en el concurso general individual en el Campeonato Mundial de Madrid. También es, hasta ahora, la única medalla conseguida por una gimnasta española en un concurso general individual en un Campeonato Mundial de Gimnasia Rítmica.
En 1978, Susana Mendizábal logra la primera medalla para España en un Campeonato Europeo. Fue un bronce en el concurso general individual del Campeonato Europeo de Madrid. Es también, hasta el momento, la única medalla conseguida por una gimnasta española en un concurso general individual en un Campeonato Europeo de Gimnasia Rítmica.
En 1991, el conjunto español logra la primera medalla de oro para España en un Campeonato Mundial de Gimnasia Rítmica. Se proclamó campeón del mundo en el concurso general de la competición de conjuntos del Campeonato Mundial de Atenas. El conjunto estaba formado por Débora Alonso, Lorea Elso, Bito Fuster, Isabel Gómez, Montse Martín y Gemma Royo, además de Marta Aberturas y Cristina Chapuli como suplentes. Esta generación pasaría a ser conocida como las Primeras Chicas de Oro.
En 1992, Carolina Pascual logra la primera medalla en unos Juegos Olímpicos para la gimnasia rítmica española. Obtendría la medalla de plata en la competición individual de los Juegos Olímpicos de Barcelona.
En 1993, en el Campeonato del Mundo de Alicante, Carmen Acedo obtiene la que hasta ahora es la única medalla de oro individual lograda por España en un Campeonato Mundial. La conseguiría en la competición de mazas.
En 1996, el conjunto español se proclamó campeón olímpico en la competición de conjuntos de los Juegos Olímpicos de Atlanta, en la primera incursión de esta modalidad en unas Olimpiadas. El equipo estaba formado por Marta Baldó, Nuria Cabanillas, Estela Giménez, Lorena Guréndez, Tania Lamarca y Estíbaliz Martínez. A su llegada a España, los medios de comunicación las bautizaron como las Niñas de Oro.
En 2008, Almudena Cid pasa a ser la única gimnasta rítmica en el mundo que ha logrado estar en la final de cuatro Juegos Olímpicos (1996 - 2008).
En 2013, Sara Bayón se convierte en la única gimnasta española que ha sido campeona del mundo como deportista y como entrenadora, al ser campeona del mundo de 3 cintas y 2 aros en Sevilla 1998, y como entrenadora, de 10 mazas en Kiev 2013 y Esmirna 2014, dirigiendo al conjunto denominado como el Equipaso.
En 2016, el conjunto español conocido como el Equipaso, logra la plata en los Juegos Olímpicos de Río, siendo la primera medalla olímpica para la gimnasia rítmica española desde 1996. El equipo estaba integrado por Sandra Aguilar, Artemi Gavezou, Elena López, Lourdes Mohedano y Alejandra Quereda.

## Polémicas y tópicos en la gimnasia rítmica

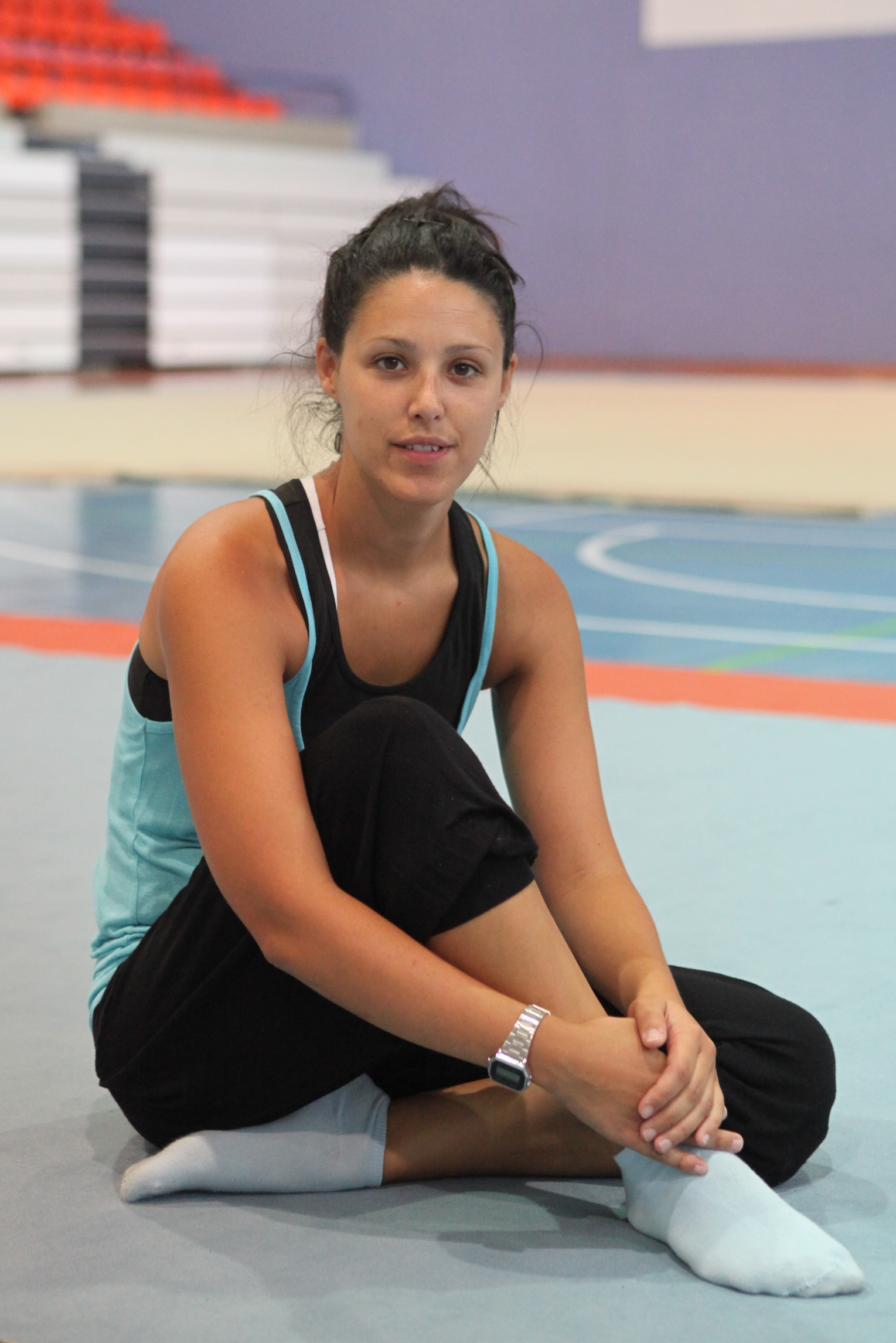
Tania Lamarca, campeona olímpica en Atlanta 1996 con el conjunto español.

Durante mucho tiempo la gimnasia rítmica de élite, al igual que la gimnasia artística, se ha visto afectada por diferentes polémicas relacionadas con la exigente disciplina o con los problemas de peso que algunas gimnastas han sufrido (llegando a la anorexia en casos muy puntuales), generalmente en los países de Europa del Este. En 1997 la FIG decidió elevar la edad para competir en los Juegos Olímpicos desde los 15, límite fijado en 1981, hasta los 16 años.
En España, tras los Juegos Olímpicos de 1996, una de las gimnastas del conjunto nacional, María Pardo, acusó a la entonces seleccionadora Emilia Boneva de imponer una dura disciplina, aunque el resto de integrantes defendieron a la búlgara. Algo más de un año después, otra gimnasta compañera suya, la campeona olímpica Tania Lamarca, fue excluida del equipo nacional por pesar 2,7 kilos más del peso que le exigía la seleccionadora María Fernández, como cuenta en su libro Lágrimas por una medalla. Al igual que hace Tania en su libro, su compañera Nuria Cabanillas, durante una comparecencia en el Senado en la «Comisión especial sobre la situación de los deportistas al finalizar su carrera deportiva» en 2001, mostró su desacuerdo con las decisiones de Fernández respecto al peso y denunció la situación de abandono e indefensión que vivieron las gimnastas del conjunto tras su retirada, no recibiendo ninguna ayuda ni orientación de la Federación en su adaptación al «mundo real» y enfrentándose además a impagos por parte de esta. Los testimonios de las gimnastas del equipo nacional español con respecto al papel de la Federación y el resto de organismos tras su retirada fueron coincidentes en muchos aspectos a lo largo de los años:

«Después de darles los mejores años de tu vida, nadie de la Federación se acuerda de ti. Cuando lo dejas, el mundo se te desmorona y nadie te ayuda. Tú eres tu única amiga, maestra y directora».
—Marta Bobo (retirada en 1985), en declaraciones a El País Semanal

«Siempre me habían marcado la pauta a seguir: hoy competimos aquí, viajamos allá, entrenamos acá. En cambio, nadie me advirtió que después estaría sola. Años de entrenamiento psicológico para ser la mejor, la más fuerte, la campeona y ni medio minuto de asesoramiento para enfrentarme al mundo real, para enfocar mis estudios, para buscar una futura profesión. Ni una sola palabra de ayuda ni un consejo para afrontar el día después».
—Tania Lamarca (retirada en 1997), en su libro Lágrimas por una medalla

«Cuando era gimnasta tenía la sensación de que las personas de la Federación me utilizaban como si fuera una máquina, pero después, cuando terminó aquel periodo, sentía que ya no servía para nada, sobre todo, porque estuve dando todo lo que tenía y, al acabar, no tenía absolutamente nada».
—Nuria Cabanillas (retirada en 1999), en la «Comisión especial sobre la situación de los deportistas al finalizar su carrera deportiva»

La senadora y también exdeportista Miriam Blasco, que era presidenta de la comisión, presentó en octubre de 2004 las conclusiones de la misma al Gobierno, y en diciembre de 2007 se consiguió que se aprobase una reforma de ley que contemplaba varias de las medidas solicitadas por el Senado para intentar corregir esta situación, que era relativamente común entre deportistas de diferentes disciplinas. En 2014 la capitana del conjunto español, Alejandra Quereda, hablaba así sobre los cambios a nivel federativo en la selección nacional con respecto a décadas pasadas:

«Todo ha mejorado. Ellas dejaron a un lado los estudios y cuando dejaron la gimnasia les costó volver a la vida normal [...] estaban aisladas del mundo, solo vivían para la gimnasia. Nosotras vivimos en la Residencia Blume, en pleno corazón universitario de Madrid. Convivimos con deportistas de todo tipo que están en situaciones parecidas y tenemos su apoyo moral. Además, compaginamos deporte y estudios. Tenemos todos los recursos necesarios para entrenar y opciones para cuando dejemos de hacerlo».
—Alejandra Quereda, en declaraciones en 2014 a Planeta olímpico

En cuanto al dopaje, es una infracción relativamente poco común en gimnasia rítmica, aunque ha habido casos por el empleo de diuréticos como la furosemida, sustancia prohibida por la AMA que es usada para perder peso en poco tiempo o para enmascarar otras sustancias. Son relevantes los positivos por furosemida de las gimnastas rusas Alina Kabáyeva e Irina Cháshchina en los Goodwill Games en agosto de 2001, motivo por el que fueron sancionadas un año y desposeídas de los resultados conseguidos en meses posteriores, incluyendo las medallas del Mundial de Madrid. La búlgara Simona Peycheva fue sancionada diez meses sin competir por el uso en 2003 de esa misma sustancia. En 2002 la ucraniana Anna Bessonova fue sancionada dos meses por un derivado de efedrina, sustancia descongestiva que puede ser usada como enmascarante.
Al respecto de los tópicos negativos que acompañaron a la gimnasia durante muchos años y la exageración de algunas polémicas en los medios, la exgimnasta española Susana Mendizábal, autora de numerosos estudios e investigaciones sobre gimnasia rítmica, manifestó lo siguiente en una entrevista en 2001 con motivo de la publicación de su libro Fundamentos de la gimnasia rítmica: mitos y realidades:

«Es más vendible relacionar la gimnasia con la anorexia porque reflejar que las que hemos estado en un alto nivel volveríamos a repetir esa experiencia no interesa. Cualquier otro deporte de alto rendimiento tiene sus problemas, como todo en la vida [...] La mayoría hace esto voluntariamente sabiendo la dureza y el sacrificio que supone, pero también siendo conscientes de lo positivo que tiene la gimnasia».

## Gimnastas rítmicas individuales célebres
| - Ludmila Savinkova (1935, URSS) - Hana Micechová (1946, Checoslovaquia) - Maria Gigova (1947, Bulgaria) - Galima Shugurova (1953, URSS) - Irina Deriugina (1958, URSS) - Lori Fung (1963, Canadá) - Iliana Raeva (1963, Bulgaria) - Regina Weber (1963, Alemania) - Anelia Ralenkova (1963, Bulgaria) - Diliana Gueorguieva (1965, Bulgaria) - Lilia Ignatova (1965, Bulgaria) - Doina Stăiculescu (1967 Rumania) - Galina Beloglazova (1967, URSS) - Adriana Dunavska (1970, Bulgaria) - Bianka Panova (1970, Bulgaria) - Marina Lóbach (1970, URSS) - Yulia Baycheva (1972, Bulgaria) - Alexandra Timoshenko (1972, URSS / EUN) - Oksana Kóstina (1972, URSS / Rusia) - Oksana Skaldina (1972, URSS / EUN / Ucrania - Elizabet Koleva (1972, Bulgaria) - Larissa Loukianenko (1973, Bielorrusia) - Carmen Acedo (1975, España) - María Petrova (1975, Bulgaria) - Carolina Pascual (1976, España) - Amina Zaripova (1976, Rusia) - Elena Vitrichenko (1976, Ucrania) - Ekaterina Serebrianskaya (1977, Ucrania) - Eva Serrano (1978, Francia) - Yulia Barsukova (1978, Rusia) | - Natalia Lipkovskaya (1979, Rusia) - Yana Batyrshina (1979, Rusia) - Almudena Cid (1980, España) - Yulia Raskina (1982, Bielorrusia) - Irina Cháshchina (1982, Rusia) - Tamara Yerofeeva (1982, Ucrania) - Alina Kabáyeva (1983, Rusia) - Anna Bessonova (1984, Ucrania) - Natalia Godunko (1984, Ucrania) - Simona Peycheva (1985, Bulgaria) - Vera Sessina (1986, Rusia) - Silvia Miteva (1986, Bulgaria) - Inna Zhukova (1986, Bielorrusia) - Olga Kapranova (1987, Rusia) - Liubov Charkashyna (1987, Bielorrusia) - Yevguéniya Kanáyeva (1990, Rusia) - Alina Maksymenko (1991, Ucrania) - Daria Kondakova (1991, Rusia) - Daria Dmítrieva (1993, Rusia) - Melitina Staniouta (1993, Bielorrusia) - Ganna Rizatdinova (1993, Ucrania) - Margarita Mamún (1995, Rusia) - Katsiaryna Halkina (1997, Bielorrusia) - Yana Kudryavtseva (1997, Rusia) - Alexandra Soldatova (1998, Rusia) - Dina Averina (1998, Rusia) - Arina Averina (1998, Rusia) - Linoy Ashram (1999, Israel) - Alina Harnasko (2001, Bielorrusia) - Anastasiia Salos (2002, Bielorrusia) - Milena Baldassarri (2001, Italia) - Alexandra Agiurgiuculese (2001, Italia) - Boryana Kaleyn (2000, Bulgaria) - Sofia Raffaeli (2004, Italia) - Daria Atamanov (2005, Israel) - Stiliana Nikolova (2005, Bulgaria) - Darja Varfolomeev (2006, Alemania) |

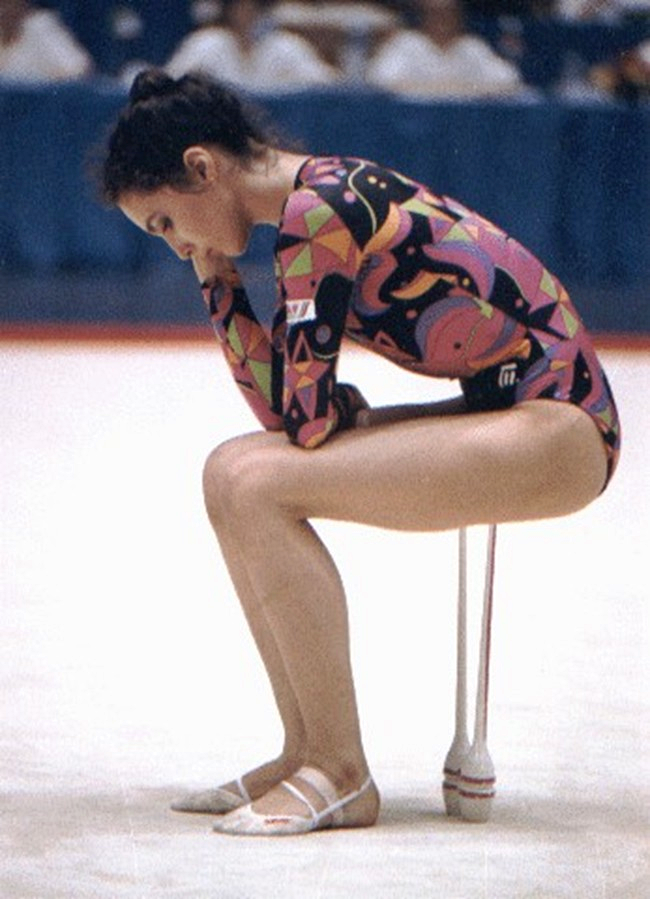
María Petrova.
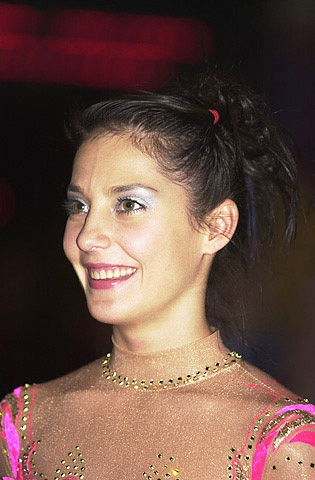
Elena Vitrichenko.
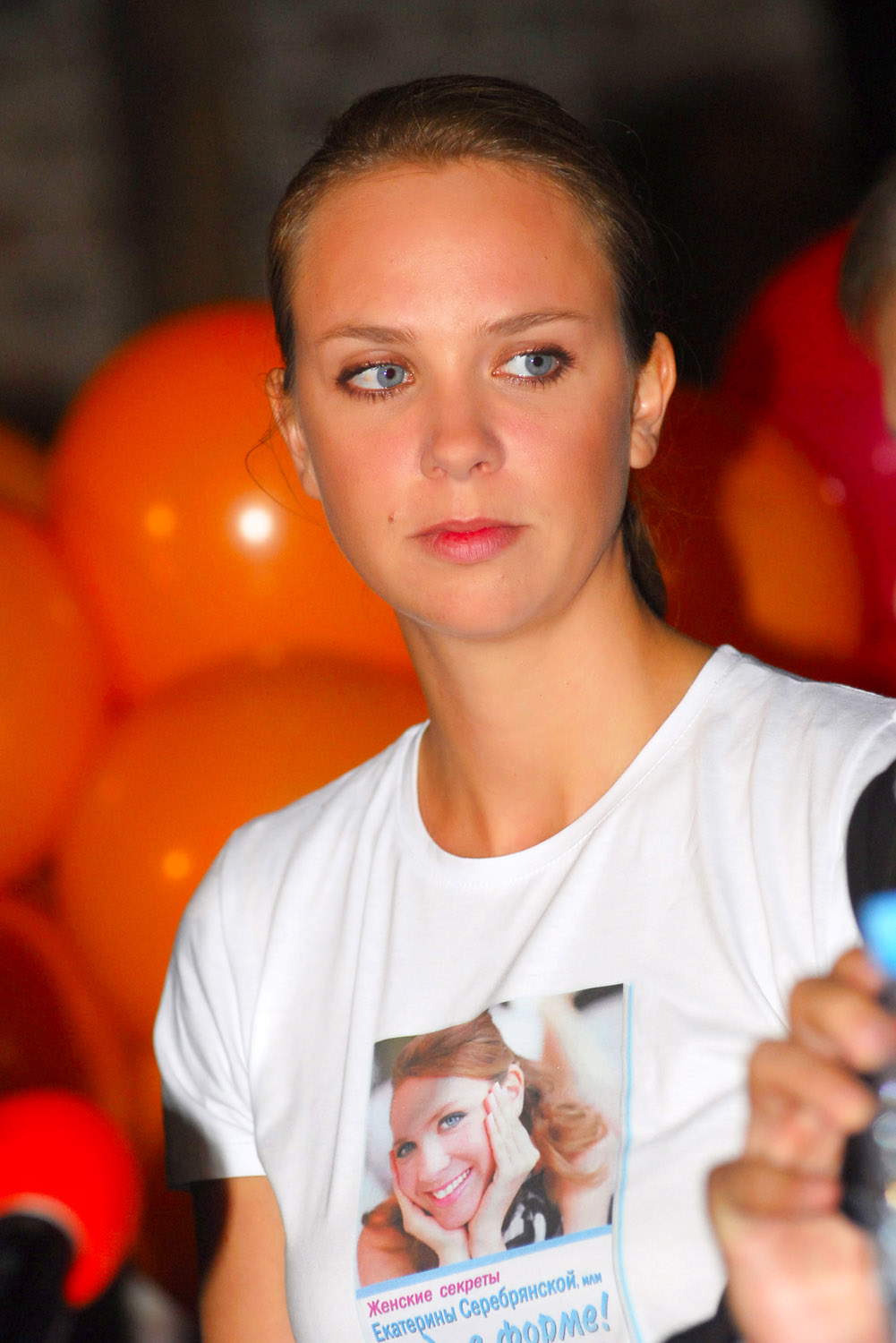
Ekaterina Serebrianskaya.
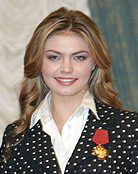
Alina Kabáyeva.
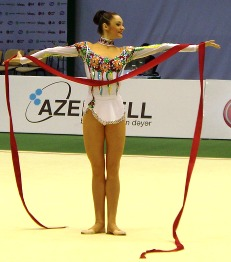
Anna Bessonova.
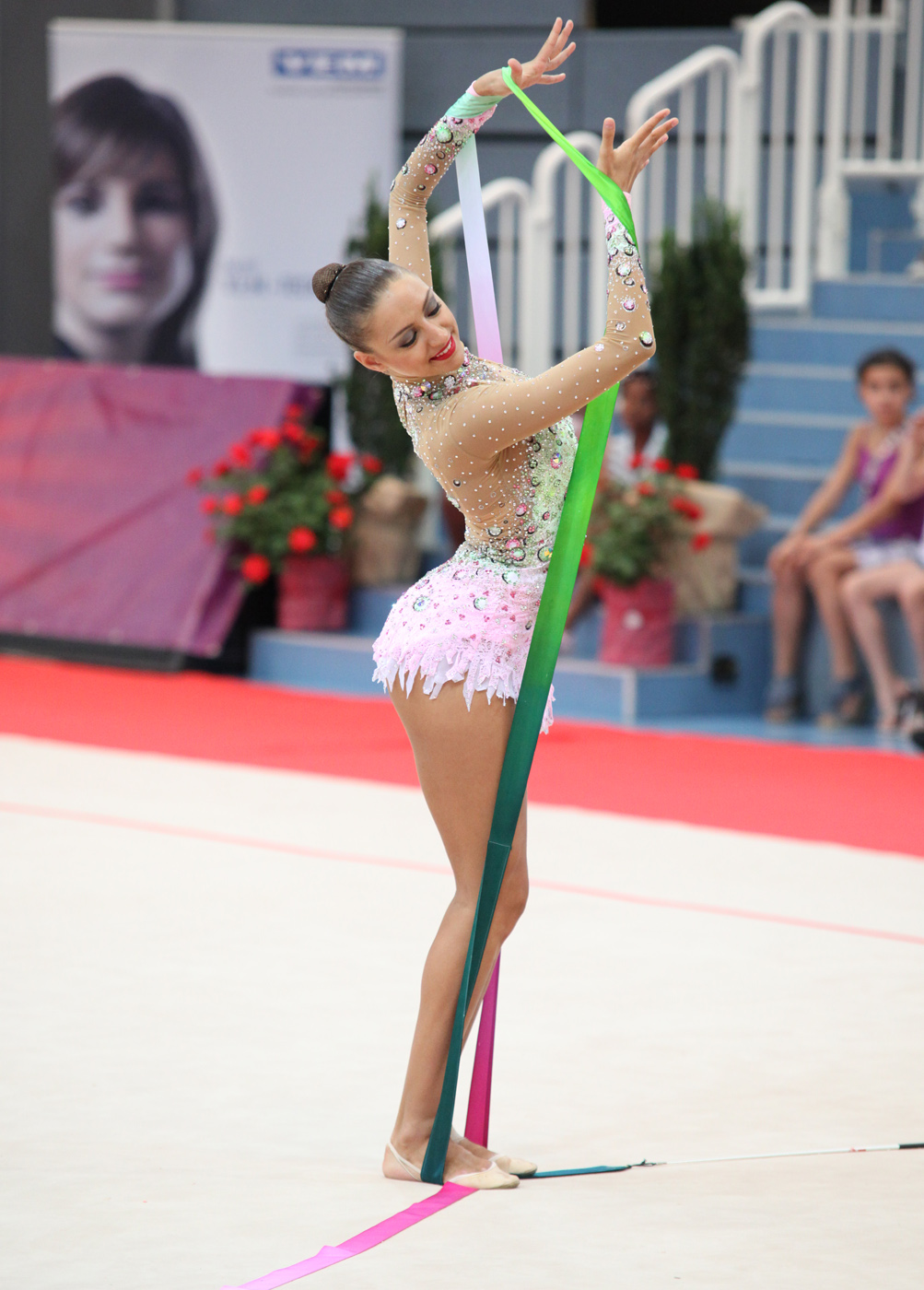
Yevguéniya Kanáyeva.